# 帝銀事件
帝銀事件（ていぎんじけん）とは、1948年（昭和23年）1月26日に東京都豊島区長崎の帝国銀行（現在の三井住友銀行）椎名町支店（1950年に統合閉鎖され、現存しない）に現れた男が、行員らを騙して12名を毒殺し、現金と小切手を奪った銀行強盗殺人事件。
画家の平沢貞通が逮捕され死刑判決を受けたが、平沢は獄中で無実を主張し続け、刑が執行されないまま、1987年（昭和62年）に95歳で獄死した。
第二次世界大戦後の混乱期、GHQの占領下で起きた事件であり、後述のように多くの謎が残るため、未解決事件とされることもある。

## 事件の概要

### 事件発生

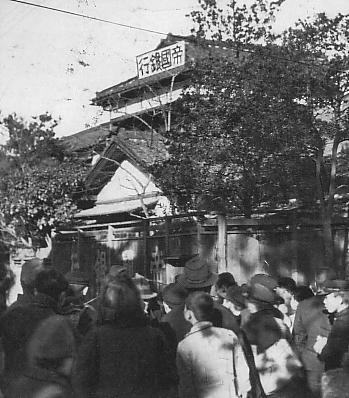
事件発生時の帝銀椎名町支店。動画は日本ニュース第108号で見ることができる。

1948年（昭和23年）1月26日（月曜日）午後3時過ぎ、閉店直後の帝国銀行椎名町支店に東京都防疫班の白腕章を着用した中年男性が、厚生省技官の名刺を差し出して、「近くの家で集団赤痢が発生した。GHQが行内を消毒する前に予防薬を飲んでもらいたい」、「感染者の1人がこの銀行に来ている」と偽り、行員と用務員一家の合計16人（8歳から49歳）に青酸化合物（青酸カリ説、青酸ニトリル説がある）を飲ませた。その結果11人が直後に死亡、さらに搬送先の病院で1人が死亡し、計12人が殺害された。犯人は現金約16万4410円と、安田銀行（後の富士銀行。現在のみずほ銀行）板橋支店の金額1万7450円の小切手を奪って逃走したが、現場の状況が集団中毒の様相を呈していたため混乱が生じて初動捜査が遅れ、身柄は確保できないばかりか、現場保存も出来なかった。なお小切手は事件発生の翌日に現金化されていたが、関係者がその小切手の盗難を確認したのは事件から2日経った28日の午前中であった。

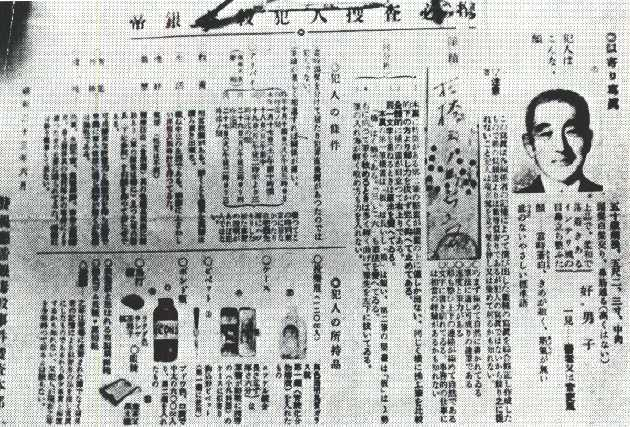
捜査本部が捜査員に配布した「帝銀毒殺犯人捜査必携（昭和23年＜1948年＞6月 警視庁帝銀毒殺事件捜査本部）」。犯人のモンタージュ写真や小切手の筆跡、その他、犯人像の説明に「職歴･･････医療防疫（含消毒）其の他薬品取扱に経験あり（軍の関係は特に）」云々とあり、捜査の主流が旧軍関係者犯人説であったことがわかる。

- 全員に飲ませることができるよう遅効性の薬品を使用した上で、手本として自分が最初に飲み、さらには「歯の琺瑯質[2]を痛めるから舌を出して飲むように」などと伝えて確実に嚥下させたり、第1薬と第2薬の2回に分けて飲ませたりと、巧みな手口を用いたことが生存者たちによって明らかにされた。男が自ら飲んだことで、行員らは男を信用した。また、当時の日本は、上下水道が未整備で伝染病が人々を恐れさせていた背景がある。16人全員がほぼ同時に第1薬を飲んだが、ウィスキーを飲んだときのような、胸が焼けるような感覚が襲った。約1分後、第二薬を男から渡され、苦しい思いをしていた16人は競うように飲んだ。行員の1人が「口をゆすぎたい」と申し出て、男は許可した。全員が台所の水場などへ行くが、さらに気分は悪くなり、やがて気を失った。内の1人である女性行員のMが失神を繰り返しながらも外へ出たことから事件が発覚した。
- 近くの長崎神社前交番から巡査が駆けつけると、16人が倒れていた。（遺体は青い吐瀉物を成していた）。しばらくは犯罪だとわからず、近所の人々まで銀行内に入り、交番の巡査は目白の本署に「中毒事件」として一報を入れた。16人のうち10人はすでに絶命しており、6人がわずかに息のある状態だった。うち1名は現場で死亡した。生存者5名（男3名、女2名）は現場から近い聖母病院に収容されたが、間もなくうち男子1名も死亡した。最終的に死者12人、生存者4名（男2名、女2名）となった（佐々木2004[3], p.94）。
- 盗まれた金16万4410円と小切手1万7450円は、新円切り替えが行われた戦後の混乱期では、現在[いつ?]の貨幣価値に換算すると100倍ほどになる。
1948年（昭和23年）当時の公務員の月給は35歳の家族2人暮らしで手取り5200円余り、女性事務員の月給は平均2000円だった。盗まれた18万円余りの金額は当時としては大金だった。（佐々木2004[3], p.124）
- 被害者16名（順番は第一審判決書による。原文では実名表記）

椎名町支店内での死亡者10名: W（男。当時43歳）、 N（男39歳）、 S（男29歳）、 A（女23歳）、U（女19歳）、 K（女16歳）、 T内（男49歳） 、T沢（女49歳）、T沢（女19歳）、 T沢（男8歳）
国際聖母病院へ搬送後に死亡（ないし死亡確認）2名: S（男22歳）、T沢（男47歳）
国際聖母病院へ搬送、重体（生存）4名: Y（男43歳）、 A（女19 歳）、T（男20歳）、 M（女22歳）
「T沢」の4名は、用務員の夫婦とその娘・息子である。
死者は上記の12名のほか、3ヶ月ほどの胎児が1人いた（中村2008p.65）。
死亡者の遺族たちは国の補償も民間の支援もなく、苦しい生活を送ることを余儀なくされた（#被害者家族のその後）。

### 未遂類似事件
裁判所の判決では以下の2つの未遂事件も、帝銀事件と同一犯のしわざと認定した。
- 安田銀行荏原支店
1947年（昭和22年）10月14日火曜日、閉店直後の安田銀行荏原支店に、「厚生技官 医学博士 松井蔚 厚生省予防局」という名刺を出した男性が訪ねてきて、「赤痢感染した患者が、午前中に預金に訪れていることが判明したので、銀行内の行員と金を消毒しなければならない」と言った。支店長は相手を待たせて、交番へ巡査を呼びにやって赤痢発生について聞くと、当の巡査は「まったく寝耳に水の話だが署で確認する」と言って出て行った[5]。巡査が戻る間に、帝銀事件とまったく同じような手口で薬を飲ませるも、死者は出ず。名刺自体は本物だった。警察は犯人が松井と以前面会し、その際に名刺を受け取っていたと断定した。後にこの名刺が「帝銀事件」の捜査の有力な手掛りとなった。

- 三菱銀行中井支店
1948年（昭和23年）1月19日月曜日、閉店直後の三菱銀行中井支店に男があらわれ、「厚生省技官 医学博士 山口二郎 東京都防疫課」という名刺を出し、同支店長に近所で集団赤痢が発生しその家の者がこの銀行に預金に来たから銀行を消毒する、と言い、支店長ほか15名全行員と、たまたまそこに来ていた高田馬場支店長に薬を飲ませようとした。が、高田馬場支店長が「私はこの銀行の者ではないし、ちょっと来合わせただけだから」と言って薬を飲むのを断りそうに見えたため、男は郵便小為替１枚に水をふりかけて消毒のまねをしただけで、出て行った。後に“山口技官”という人物は実在せず、この名刺は犯人が西銀座の露天の名刺屋で作らせたものであることが判明している。以上の経緯は第一審判決書（昭和25年8月31日、東京地方裁判所刑事第九部）による。

## 捜査

### 捜査本部

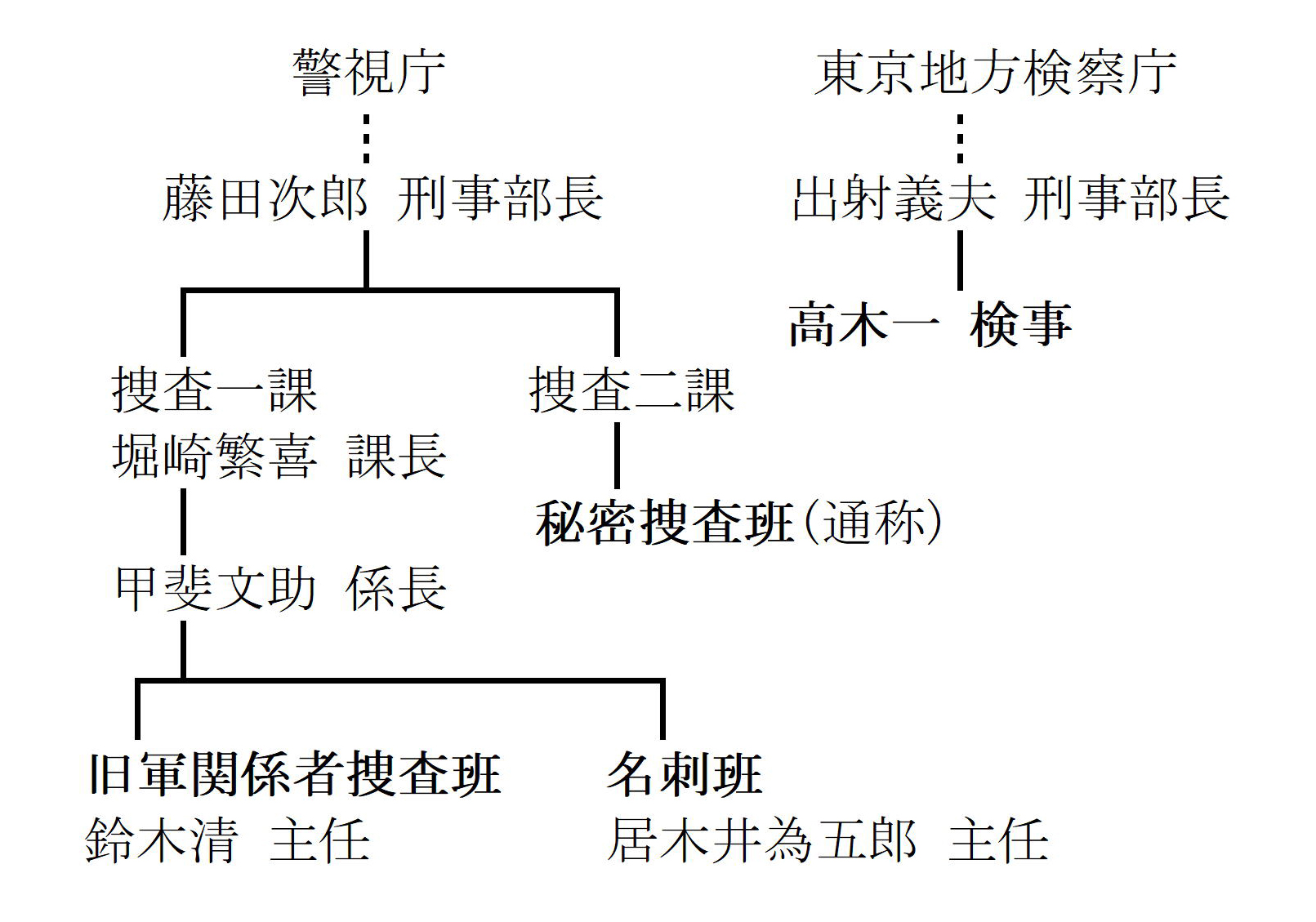
帝銀事件の捜査陣の組織図（平沢貞通逮捕時）。藤田次郎刑事部長以下の捜査本部の主流は旧軍関係者による犯行説で、平沢貞通を追ったのは名刺班だけであった。捜査本部の様子は日本ニュース第109号「まだつからまぬ毒殺犯人」でも見られる。

帝銀事件は、容疑者の自白を「証拠の女王」とした旧刑事訴訟法のもとで捜査が行われた最後の事件の一つである。当時は日本国憲法の施行からまもない過渡期、いわゆる応急措置法の時代で、警察と検察が何ごとも力をあわせて捜査を行った。帝銀事件の捜査本部は目白署に置かれ、毎日、捜査会議が目白署で行われた。検事（高木一）も毎日、地検から目白署の会議に行き、刑事の報告を聞いた（高木1981、p.179）。

### 旧軍関係者を捜査
犯人は、帝国銀行椎名町支店の支店長代理Ｙ（当時、支店長は病気で不在）に名刺を渡し、Yはそれを机の中に入れたが、事件後、その名刺は消えていた（出射1986, p.226）。Yの記憶と2件の類似事件の遺留品である名刺、生存者たち全員の証言から作成された犯人の似顔絵、事件翌日に現金に替えられた小切手を手がかりに捜査は進められた。遺体から青酸化合物が検出されたことから、その扱いに熟知した陸軍中野学校の関係者や旧陸軍731部隊（関東軍防疫給水部本部）関係者を中心に捜査が行われていた。“9研”こと陸軍第9研究所（登戸研究所）に所属していた伴繁雄らから有力情報（毒物は遅効性の青酸ニトリル、遺体吐瀉物は青い液体になる。全員が一気に乾杯のように内服する方法は731部隊が集団殺戮する方法で採用していたもの）を入手して、事件発生から半年後の1948年（昭和23年）6月25日、刑事部長から捜査方針の一部を軍関係者に移すという指示が出た。陸軍関係の特殊任務関与者に的を絞るも、関係者の口は硬く、この線での捜査は行き詰まっていったが、静岡軍医病院にいた元731部隊軍医中佐の諏訪敬三郎（元大陸陸軍病院から発足した国立国府台病院初代医院長）が重要参考人として浮上するが、突如、GHQから旧陸軍関係への捜査中止が命じられたという主張もあるが、真相は不明である（#GHQの影）。
捜査が難航した理由について、国務大臣の鈴木義男は1948年（昭和23年）2月2日の国会答弁で、単独犯だったらしいこと、犯跡を残さなかったこと、被害者が大部分死亡したこと、冤罪や人権蹂躙を防ぐため新憲法の趣旨にのっとり科学的な捜査をしていることを挙げ、理解を求めた。

### 逮捕

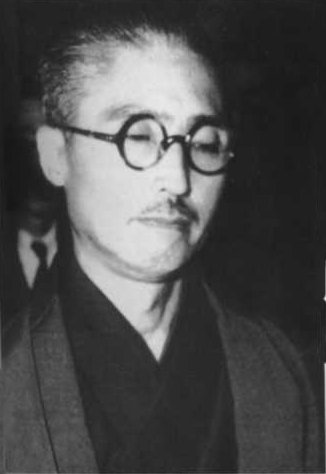
平沢貞通

捜査本部の脇役的存在でしかなかった居木井為五郎警部補の名刺班は、類似事件で悪用された松井蔚（まついしげる）の名刺の地道な捜査を進めていた（この名刺班には後に「吉展ちゃん誘拐殺人事件」の解決で名を馳せる刑事、平塚八兵衛もいた）。松井は名刺を渡した日付や場所や相手を記録に残していたため捜査も進んでいった。100枚あった名刺で松井の手元に残っていたのが8枚、残る92枚のうち62枚の回収に成功し、紛失して事件に関係無いと見られた22枚を確認。そして、行方が最後まで確認できない8枚のうちの1枚を犯人が事件で使用したとされた。
そのなかで、松井と名刺交換した人物の一人であるテンペラ画家の平沢貞通（前年の1947年（昭和22年）に日本水彩画会は創立35周年を迎え、『皇太子殿下献上画展』を企画し、皇室に大作を献上するなどした巨匠）が容疑者として浮上した。居木井為五郎らが捜査のため北海道の小樽に渡り平沢に会ってみると、人相書そっくりであった。頬に2つのシミがあったのみならず、三菱銀行中井支店の事務員Oが証言した「顎の疵」まで一致していた（居木井1955a , p.31）。
居木井は、平沢貞通の容疑事実を28箇条にまとめた報告書を藤田刑事部長に提出し、平沢逮捕の許可を直談判した。捜査本部の主流は依然として旧軍関係者犯人説だったが、藤田は、いったん平沢を逮捕して取り調べ、白黒の決着をつけることとした。名刺班は1948年（昭和23年）8月21日、平沢を北海道小樽市で逮捕した。

平沢を警視庁まで護送する途中、新聞記者や野次馬が殺到して大混乱となった（日本ニュース第138号で護送中の映像を見ることができる）。後日、平沢への人権蹂躙の疑いについて警視総監が国会で釈明する羽目になった。
平沢の北海道での逮捕も、東京の警視庁への護送も、居木井為五郎らは極秘のうちに行う予定だった。ところが8月22日正午、青森へ上陸した居木井らは、ホームで、北海道に遊説に赴く片山哲首相の一行とはちあわせしてしまった。東京から首相に随行してきた政治部記者に発見されてしまい、その後の途中駅から記者や野次馬が次々と殺到する事態となった（居木井1955c , p.25）。

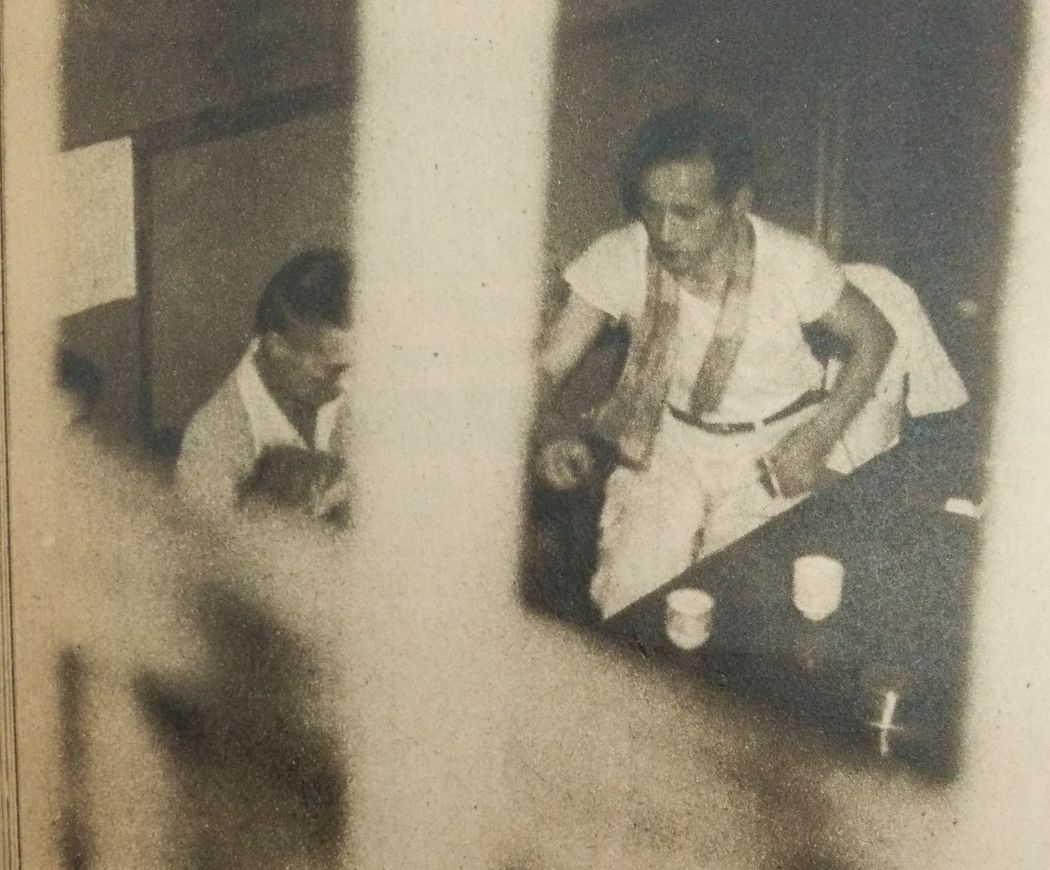
警視庁での平沢貞通（左）。なお、この写真は、盗撮されたものである。

平沢が逮捕・起訴された理由は、「松井名刺との結びつき」「人相書きと酷似」「出所不明の謎の預金」などである。
- 松井蔚と青函連絡船の中で名刺を交換していたが、平沢は松井の名刺を持っていなかった。平沢は財布ごと盗まれたとして盗難届を出していたが、不自然な点があった。
平沢は事件前の1947年（昭和22年）8月、常磐線・三河島駅前の交番に被害届を出していた。平沢によると、駅のプラットホームに降りたとき、上衣の内ポケットに入れていた紙入れ（財布）をすられた。紙入れには、現金1万1000円（当時の最高紙幣である百円札でも110枚になる）と、他人や自分の名刺を入れていた。奇妙なことに、スリは紙入れを盗み取った代わりに、扇子を平沢のポケットに放り込んだ。平沢はその扇子を交番に提出した。平沢の逮捕後、警察は、スリが放り込んだという扇子の出所を調べた。「八重菊」というゴム印があるその扇子は、平沢の次女の嫁ぎ先の近所にある店が50本作って配ったうちの1本であることがわかった（佐々木2004[3],p.111-p.112）。
平沢は取り調べで「これは嘘の届出であります。しかしこれはS（原文では実名表記）に対する借金の返済をのばしてもらう口実を作るためにやった事で、その頃から特に今度犯したような犯罪（帝銀事件と未遂事件）の弁護のためにやった事ではありません」（第61回調書。森川1977[17], p161に引く）、「この話は妻に話すとまた面倒なので、彼女には話してありません」（福島・中田・小木 2018[18], p.288）と述べた。
- 事件直後に被害総額とほぼ同額を偽名で預金していたが、その出所を明らかにできなかった。
平沢は事件直前まで方々に借金を重ねるなど金銭的に困っていたが、事件直後、東京銀行に「林輝一」という偽名を使って出所不明の大金を預金し、妻にも大金を渡して、自分は東京を離れた。
平沢の逮捕後、主任弁護人の正木亮や家族の懇願にもかかわらず、平沢は預金の出所について嘘を述べるばかりで説明できなかった。正木は、平沢が犯人だという心証をもったが、死刑制度反対の立場から彼の弁護を続けた[19]。平沢の次女は後年「私たちだって努力しました。私は父に会ってお金の出所をはっきり言えないなら、お父さんを犯人と思ってよいのかと問うたら、父は黙って下を向いたままうなだれていました」と述べている（佐伯2002[20], p.50）。
この出所不明の大金について、後年、事件直前の1947年（昭和22年）10月ないし11月に平沢から15万円で絵を買ったと証言する画商が名乗り出たが、偽証と認定され逮捕された（#帝銀偽証事件）。
この預金は春画を描いて売った代金とする説もある。平沢本人は春画を描いたことをかたくなに否定したが、支援者によると、死刑確定（1955年）から約8年後に、ようやく春画で得た金だと内々に告白したとされる[21]。しかしすでに、誰に売ったか思い出せない状態になっていた[22]。本当に春画の代金だったのかどうかは現在も不明である[23]。
- 平沢は「事件発生時刻は現場付近を歩いていた」と供述したが、そのアリバイが証明できなかった。また平沢は犯行現場の近くに住んでいたことがあり、土地鑑[24]もあった。
平沢の妻の証言によると、事件の翌朝、家で新聞を見て帝銀事件を知り驚いた。犯行現場の椎名町は戦前、平沢一家が住んでいた板橋中丸の家が失火で焼けてから移り住んだ立教大学近くの借家のすぐ近くだったからだ。平沢の妻が「まあ、なんてことを･･･」とつぶやくと、そこにいあわせた平沢貞通は「なにも、殺さなくってもよかろうになあ」と言った[25]。また、事件当時も犯行現場の近くに平沢の義弟が住んでいた。
- 過去に銀行で詐欺事件を起こしている。
- 平沢は事件後、小樽の実家に移り東京に戻らなかったが、小樽でも疑わしい行為をしている。平沢は東京で主食の配給を受けていたにもかかわらず、小樽でも異動申告をして主食の配給を二重取りした。また居住責任者でもないのに小樽の家族に無断で火災保険に加入し、翌月には原因不明の火災を理由に6230円62銭の保険金を家族に知られることなく受領した（居木井1955c[16], p.24）。
- 「犯人適格性」がいろいろあてはまる。例えば犯人は「オール・メンバー・カム・ヒア」と言ったが、これは平沢の平素の口ぐせだった[26]。
- 事件直後、逃避行のような不審な行動をしている。平沢は伊豆に「写生旅行」に行ったが、旅館で携帯した小型ラジオでニュースばかり聞いていた[27]。その後、平沢は北海道の小樽に行ったまま、いつまでも東京に戻らなかった。
- 三菱銀行中井支店の未遂事件の犯人が使用した「山口二郎」名刺を印刷した銀座8丁目の露天の印刷業者・Sは、注文者はだいたい平沢と同じような感じのする男であった、と供述した。なお平沢の知人には「山口三郎」という人物がいた[28]。
- 帝銀事件で強奪された小切手を犯行の翌日に現金化した人物と、外見も筆跡も似ていた。
安田銀行板橋支店の係員Hは、小切手で金を取りに来た人物（犯人である可能性が大）の容姿について、顔の上の方は帽子を真深にかぶっていたのでわからないが、鼻から下や声など全体的に見て平沢と似ている、と供述した。またその人物が小切手の裏に書いた住所氏名（後に偽名と判明）の筆跡を専門家が鑑定した結果、慶応大学の伊木鑑定人を除く7名の鑑定人が平沢の筆跡との同一性または酷似性を認めた。
後に平沢は第62回調書で「小切手は札の中にまじってましたのでその時は気がつかないでサットつかんでとったのであります」（森川1977[17], p168）と告白した。
- 平沢の自宅には青酸カリがあった（#青酸カリの入手経路）。
満洲から日本に戻ってきた平沢の同居家族は、自決用の青酸カリを戦後も捨てずに持っていた。平沢を取り調べた検事の高木一は以下のように述べる。「当時満州から日本人が引き揚げてくるのには、いろんな困難があり、万一を考えて青酸カリをもっていたんですね。その人は引き揚げの途中で、朝鮮のどこどこで焼き捨てたと主張していましたが、その人の友だちは、その人が持って帰っていることをみているんです。分量もわかっていました。」（高木1981[7]、p.181）
- 事件直後から、平沢の近親者や友人は、平沢が犯人であると勘づいていた。
以下のソースは平沢を逮捕した居木井為五郎の捜査手記であることに留意されたい。
平沢の妻は帝銀事件後、泣きながら知人（豊島区在住の女性）に「主人と縁を切らなきゃならない。事件後大きな金が入り、松井博士とも関係がある。主人は帝銀犯人だ。臍の芯まで痛い」と漏らした（居木井1955b [29], p.21）。
平沢の長女は事件後、ある食料品店の社長宅を訪れ、泣きながら「帝銀事件後間もなく父（平沢）は母に十万円近い金を渡して北海道へ逃げた。親子の縁は切るんだ。今に見て下さい。父は家に入れない」と言った（居木井1955b [29], pp.21－22）。
平沢の妻の弟（共産党の国際部長でもあった）は、平沢の娘（当時、米軍のPXに勤務）に「お前のトウチャン（平沢貞通のこと）は帝銀犯人じゃないか。人相も似ているし、茶の背広もあるし」と言った。娘は泣きながら帰宅し、妻も5日間くらい眠れなかった（居木井1955b [29], pp.20－21）。
平沢の近所の土地会社の社長は、事件直後、平沢本人に「帝銀事件はお前がやったのではないか」と詰問したところ、平沢は言い訳をしたが、その言い訳のしかたに違和感を感じた。平沢は社長のために玉露をいれたが、社長にわからぬよう、こっそり茶の中に（当時は一般人には入手困難だった）「味の素」を混入した（居木井1955b [29], p.19）。

### 取り調べ

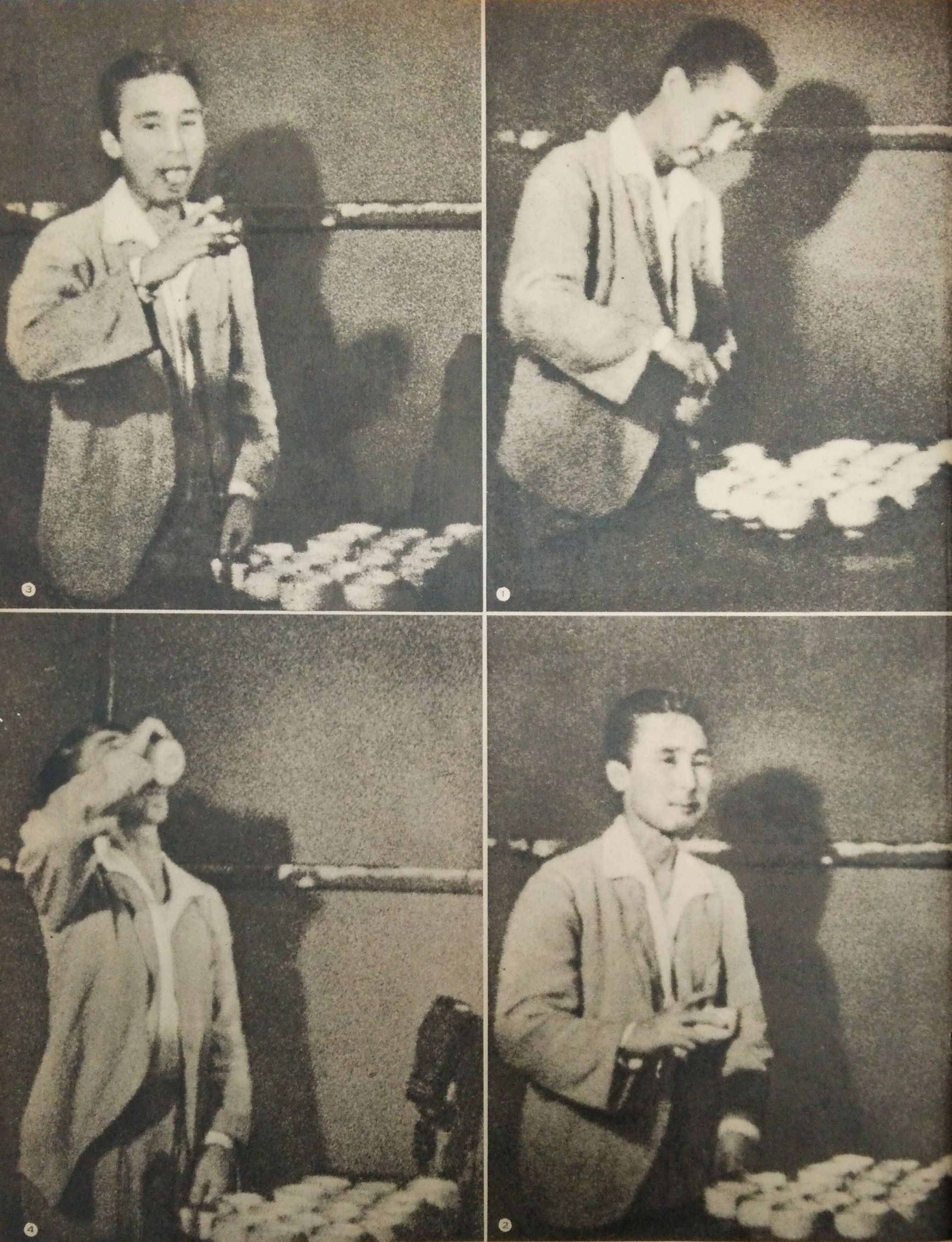
犯人の行動を再現させられる平沢

平沢の逮捕直後も、捜査本部の主流は平沢シロ説であり、平沢の逮捕を断行した名刺班の面々は事実上の謹慎処分となった。本来なら平沢の送致後も、取り調べは居木井ら名刺班が行うはずであったが、居木井らは送致後の取り調べからはずされ、検事の高木一が一貫して取り調べを行うという前例のない事態になった。

しかし、平沢の逮捕後、平沢が銀座の日本堂時計店で詐欺事件を起こしていたことが判明すると、捜査本部と世論は一挙に平沢クロ説へと傾いた（当時の状況は日本ニュース第140号「平沢氏容疑深まる－帝銀事件－」でも見られる）。
警視庁は平沢を、帝銀事件と未遂事件の被害者に面通ししたが、当初は、この人物だと断言した者は一人もいなかった。
平沢が東京に連行された直後、駒込署で行われた非公式の面通しでは1人が「似ている」、もう1人は「違う」だった。警視庁では9人の目撃者が面通しをしたが、帝銀の3人の生存者と他の2人は「違う」と断定し、あとの4人は「似ている」と証言した。当初の面通しの11人中「違う」は6人、「似ている」が5人だった（佐々木2004, p.142）。
警視庁での面通しの方法は、適切とはいえなかった。例えば、帝銀事件の犯人と正面から最も長い時間会話した支店長代理のY（出典の原書では実名）が平沢の顔を横から見ようとすると、平沢はいきなり「さあ、タテからでもヨコからでも見てくれっ」と叫んで椅子から立ち上がったため、Yは驚いて部屋から逃げ出した（佐々木2004, p.140-p.141）。後にYは「私は、被告人平沢が犯人だと確信を持って言えます」と断言した。
ただし目撃者の証言は、面通しを繰り返すうちに変化した。

安田銀行荏原支店の未遂事件で犯人と比較的長い時間、会話した支店長Wと警察官I、三菱銀行中井支店の未遂事件で犯人と会話した支店長Oは、犯人は平沢であると述べた。
第一審の法廷で、証人として呼ばれた事件の生き残りの4人のうち、帝国銀行椎名支店・支店長代理で犯行当日に犯人と約10分間向かいあって会話したY（当時44歳）は宣誓のうえ「私は、被告人平沢が犯人だと確信を持って言えます」と断言し、T（男性、当時20歳）も「今日は、平沢が犯人だと断定します」と述べた。一方、M（女性、当時23歳）とA（女性、当時19歳）は、平沢が犯人と似ていることは認めながらも、それぞれ「私には、今日も、被告人が犯人と同一人物であるとは思われません」「被告人を犯人と断定することはできません」と法廷でも証言はぶれなかった。
逮捕当初、平沢は一貫して否認していたが、逮捕されて1か月後の9月23日から自供を始め、10月12日に帝銀事件と他の2銀行の未遂類似事件による強盗殺人と強盗殺人未遂で起訴された。

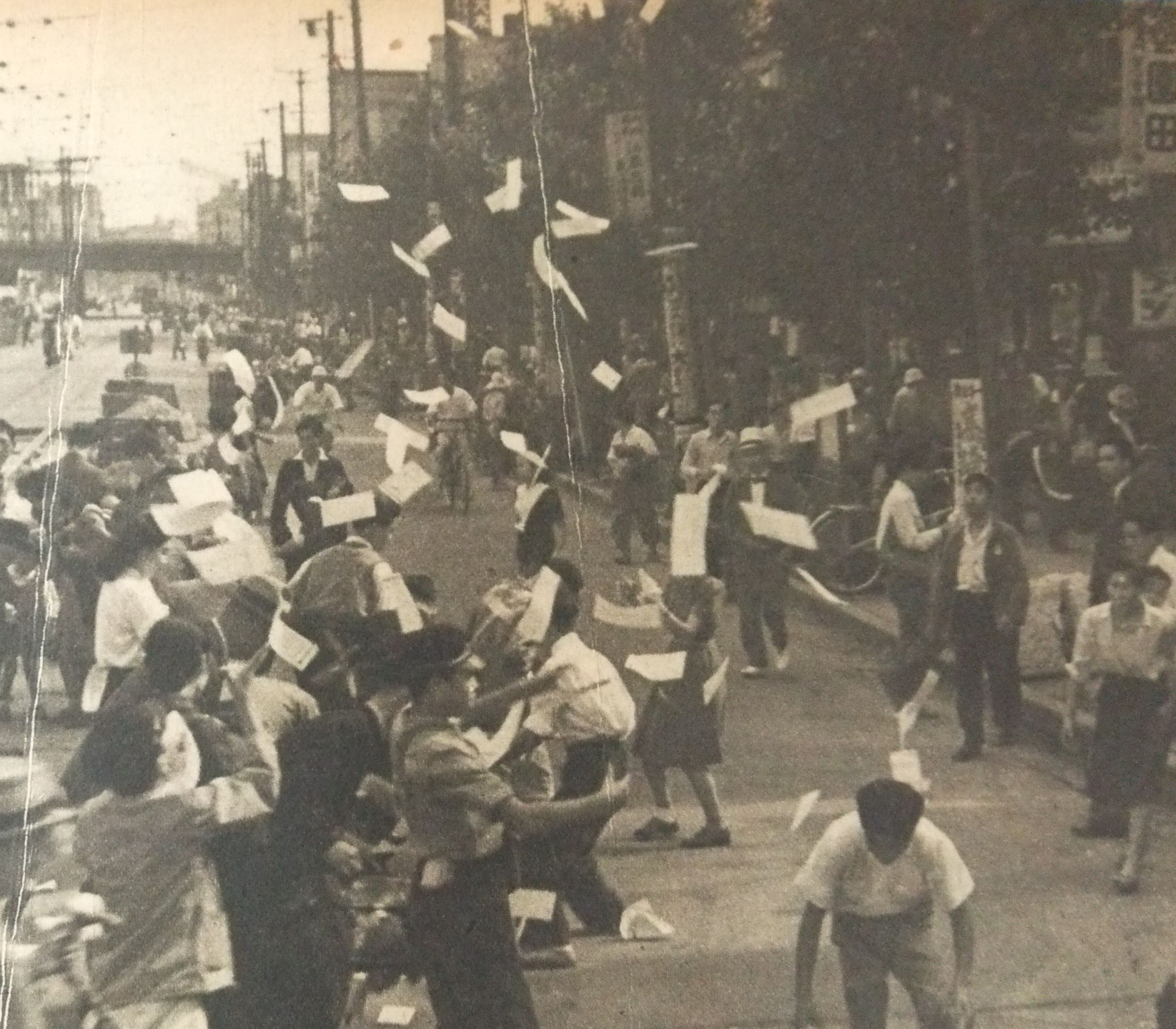
「平沢自供」の号外(神田で撮影)
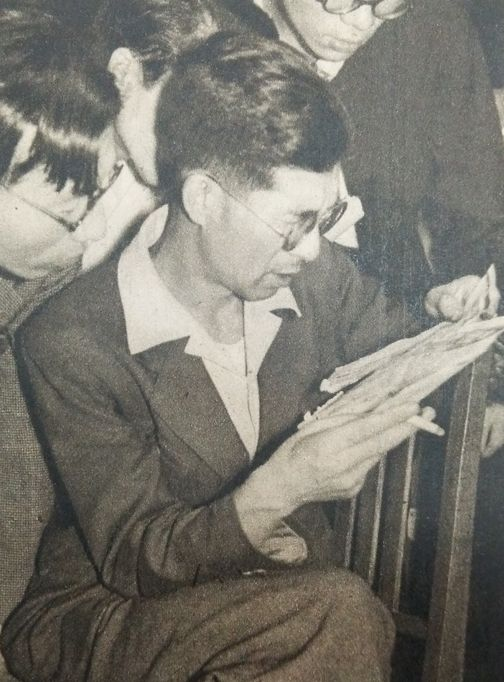
「平沢自供」の号外を読む担当検事の高木一
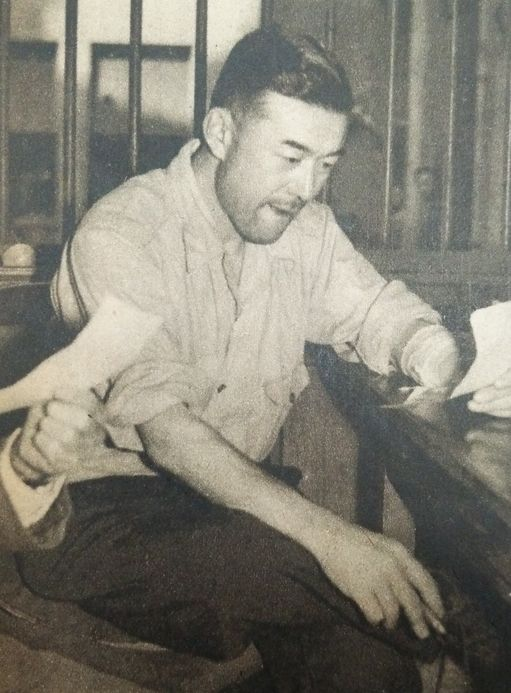
号外を読む居木井為五郎(平沢を逮捕した刑事)

後に平沢と支援者は、この時の「自供」は拷問に近い不当な取り調べによるものだと主張した（#自白をめぐる謎）。なお、平沢は逮捕後3回自殺を図ったが、いずれも未遂で大事に至らなかった。
- 8月25日未明、雑居房の中でガラスペンの先で左手首を切ったが、かすり傷程度だった[37]。当時は居木井為五郎らによる取り調べ中だった。
- 9月22日、検事の高木による取り調べが進み窮地に追い込まれたとき、部屋の柱に頭を打ち付けた。
- 9月25日午前1時ごろ、坐薬を5個くらいのんだ。

これらが狂言自殺だったのか、本当に自殺するつもりだったのかは不明である。この点について、平沢の精神鑑定書は「病的虚言者が屡々自殺を企て、しかも未遂に終ることはよく知られたことで、特にこのような事態においては珍しいことではない」（福島・中田・小木 2018, p.321）と述べる。

### 犯行の動機
金品目的とされる。検事の高木一は、平沢貞通が犯行を思いついた理由として、
- 1935年（昭和10年）の浅草青酸カリ殺人事件のニュースで青酸カリの即効性を知っていた。
- 「戦争のとき、兵隊は大量の殺人行為をやっても勲章をもらっている。オレは芸術のためにやるんだから許されるだろう」という自己弁護的な考えをもっていた。
- 絵はまったく売れないのに自分は大画伯だと妻に対して虚勢を張り、平沢自身の言葉を借りると「金を作って、（妻の）目の前にたたきつけてやりたい」という気持ちがあった。

ことを挙げ、「とにかく、当時は、全く暗い、滅茶苦茶の時代」「その中で、大家といわれた絵かきが、何年たっても自分の絵が売れず、金もできず、家の者からは建築を迫られている。そういう戦争直後という異常な時代の、異常な犯罪」だと述べた（高木1981、p.180）。
- 「妻に対して虚勢を張り」云々について、平沢の妻は、高木によって「犯罪動機の温床のようにいわれて居る家庭の状況」の真実を自著の中で詳述した。
- 「戦争直後という異常な時代の、異常な犯罪」という点について、作家の坂口安吾はエッセイ「帝銀事件を論ず」の中で、平沢が逮捕される以前にすでに次のように指摘した。戦争末期は、中国戦場の軍人は衣食住が保証されていたが、銃後の自分たち庶民は空襲と飢餓という前線以上に苛烈な「戦地」を体験し、人心がすさんだ。戦後とは名ばかりで昭和23年（1948年）の今も「街は焼け野である。人は雑居し、骨肉食を争い、破れ電車に命をかけて押しひしめいて」おり「戦争」は続いている。「私が帝銀事件に感じるものは、決して悪魔の姿ではない。バタバタと倒れ去る十六名の姿の中で、冷然と注射器を処理し、札束をねじこみ、靴をはき、おそらく腕章をはずして立ち去る犯人の姿。私は戦争を見るのである」。坂口は犯人像を戦地帰りの元軍人と限定しなかった。
- 平沢は冤罪で真犯人は平沢ではなく、犯行の目的も金品ではなかった、とする主張もある（#バイナリー方式説）。

## 裁判とその後

### 裁判で無罪を主張

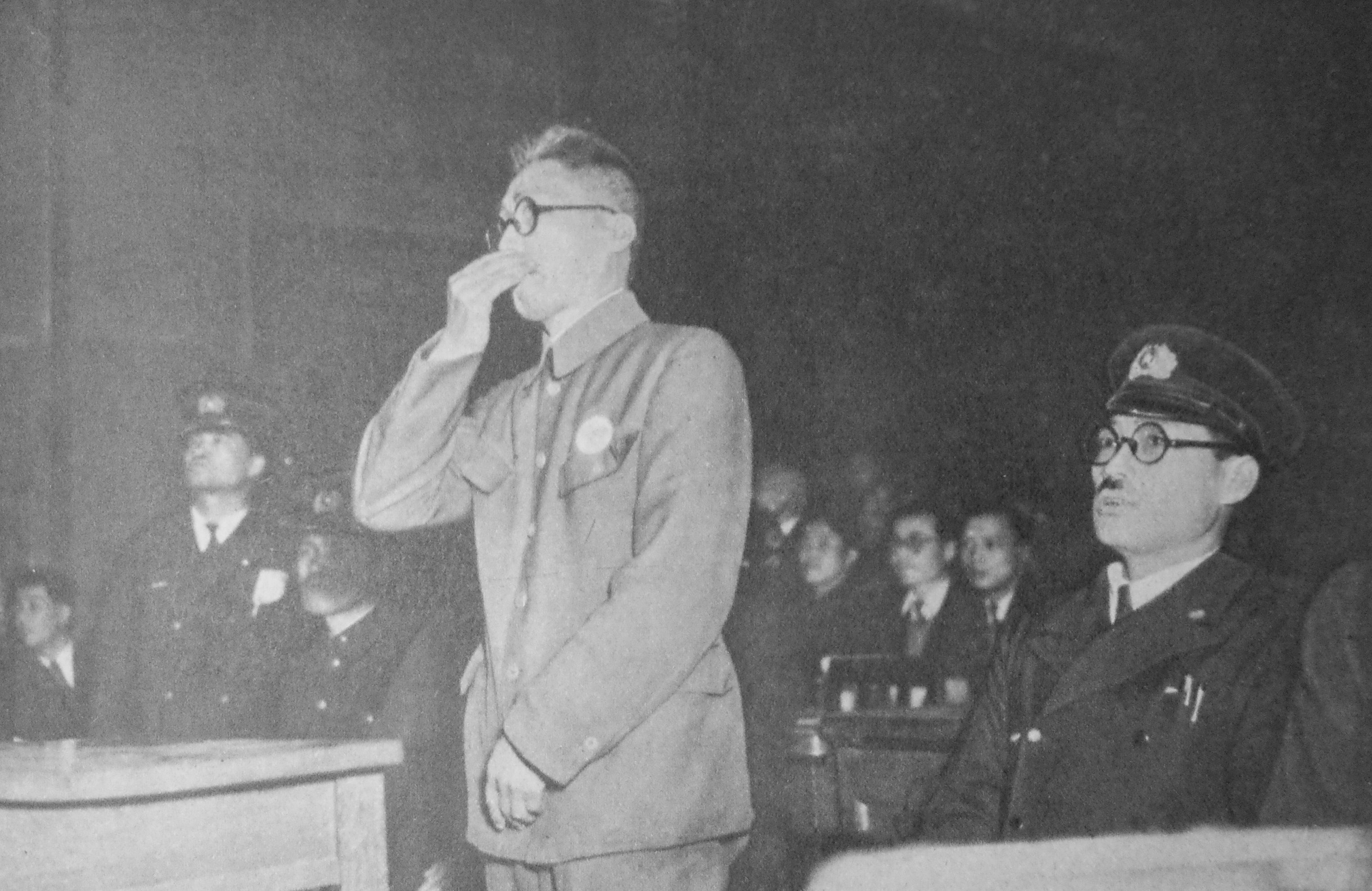
帝銀事件一審（東京地裁）第1回公判での平沢。動画は日本ニュース第155号で見ることができる。

1948年12月10日より東京地裁で開かれた第1回公判において、平沢は自白を翻し、無罪を主張した（#自白をめぐる謎）。
1950年（昭和25年）7月24日、東京地裁刑事第９部（１審）で死刑判決（裁判官は江里口清雄、横地恒夫、石崎四郎）。

裁判長の江里口は慎重で良心的な法曹だった。彼は審理にあたり「一般市民は被告人の自供があるからと言っているが、はなはだ危険」という旨を述べ、慎重な態度で平沢をじっくり尋問し、録音テープを何度も聞き返すなどした。1年7ヶ月をかけ、60 回におよぶ公判の末に判決を出した。江里口は後年、最高裁判所判事に就任した時に「帝銀事件以外に死刑判決を出したことはない。あの事件に比べると、どんな事件にもどこかに救いがある」と述懐した。国会で議員の羽仁五郎が、帝銀事件の裁判をひきあいに出し、有罪の証拠がないのに国民が有罪判決を受ける可能性は本当にないのか、と問いただすと、江里口は「証拠が足りないということであれば、疑わしきは被告の利益に従うという原則に従って、無罪の判決をいたすべき」「証拠不十分のままに有罪を言い渡すということは、裁判官としてあり得ざること」と持論を述べた。
1951年（昭和26年）9月29日、東京高裁第６刑事部（２審）で控訴棄却（裁判官は近藤隆蔵、吉田作穂、山岸薫）。
1955年（昭和30年）4月6日、最高裁大法廷（第３審）上告棄却（裁判官は田中耕太郎ら14名）。平沢の死刑が確定した。
- 帝銀事件の捜査は旧刑事訴訟法・応急措置法のもとで行われたが、帝銀事件の裁判は戦後の日本国憲法のもと、被告人の権利と証拠を重んずる新刑事訴訟法にのっとって行われた。
- 帝銀事件の審理にGHQが圧力を加えたとする主張もあるが、平沢の死刑が確定した最高裁判決は GHQが1952年（昭和27年）4月28日のサンフランシスコ平和条約で消滅してから3年も後である。

### 死刑確定後
平沢が逮捕されて以来、平沢の妻子と幼い孫は、世間からの心ない迫害と、マスコミの非常識な取材攻勢にさらされた。平沢の家族は平沢姓を捨て、素性を隠して生きることを余儀なくされた（平沢貞通#家族）。
1962年（昭和37年）、作家の森川哲郎は「平沢貞通氏を救う会」を立ち上げ、平沢の無実を立証するための再審請求、死刑執行の阻止などの活動に取り組んだ。森川は趣意書（1962年6月28日）で「私たちの運動は、平沢貞通氏が白であるとか黒であるとか、個人や局部に限定された単純な運動ではない」「この運動は、自覚した民衆が立ち上がって、権力のおかした一つの誤判事件に抵抗していく過程の中で、民衆の意識の中に、自らの人権を確立し、民主主義を深く把握し成長させていくという意義をもっている」と政治的な意義を強調した。平沢の家族は「救う会」の活動とは距離を置いた。
支援者らは、「平沢の供述は、拷問に近い平塚八兵衛の取り調べと、狂犬病予防接種の副作用によるコルサコフ症候群の後遺症としての精神疾患（虚言症）によるものであり、供述の信憑性に問題がある」「大村徳三博士の鑑定によれば、死刑判決の決め手となった自白調書3通は、取調べに関与していない出射義夫検事が白紙に平沢の指紋を捺させたものである」などと主張して、裁判所に再審請求を17回、法務省に恩赦願を3回提出したが、その都度、却下された（#自白をめぐる謎）。
平沢の生前に行われた再審請求は18回におよぶが、第1回と第2回は平沢が獄中から単独で起こしたもので、第3回から第17回までは何とか平沢の死刑執行だけを阻止しようとして出されたもので平沢の無実を示す証拠はあまり提出されず、第18回は再審の管轄権がない東京地裁に提出してしまったため門前払いを受けた（遠藤2000,pp.452-453）。平沢の死後も第19回と第20回の再審請求が行われた。
1968年（昭和43年）に再審特例法案が国会に提出。この法案は、連合国軍領下の裁判で死刑が確定した死刑囚に再審の道を開くことを目的としたものであったが結果的に廃案。翌年以降、法案提出を契機として中央更生保護審査会により平沢ら7人の恩赦が審査されたが、拘禁性精神病にかかった受刑者などに無期懲役への減刑が行われたのみで、平沢のおかれた状況に変化はなかった。
- 帝銀事件の捜査本部の内部の対立は、判決確定後もずっと尾を引いた。

名刺班だった居木井為五郎と平塚八兵衛、主任検事をつとめた高木一らは、後年のインタビューや手記等でも平沢クロ説を曲げなかった。
高木一は後年のインタビューで、「公判は、そうもめることもなかったのですか」という質問に対し、自信満々に「実態については、審理にたずさわった人は、誰も不審をもっていません。記録をみればわかりますが、傍証も、物証もあります。（犯人が帝銀事件の犯行現場に持参した）注射器具を入れたケースもありますし、薬物を茶わんに入れるとき使ったスポイトも、入手先はわかっているし、犯行のとき使った山口二郎の名刺も、印刷所はわかっています」と述べた（高木1981, p.182-p.183）。
居木井（1993年6月15日に87歳で死去）は1986年に「俺は平沢が死刑になればいいと思ったことは一度もないよ。自分の手掛けた人間が死刑になるのは、とってもヤなことなんだよ」「かわいそうだけれどね。率直に言って平沢は犯人ですから･･･。私自身、平沢が冤罪じゃないかと心配になったことも、疑問を持ったことも、一度もありません」と述べた。
一方、捜査二課で自称「秘密捜査班」だった成智英雄は、731部隊の軍医S説を公表した（#真犯人として指摘されている人物）。捜査一課係長で配下の名刺班に手を焼いた甲斐文助は、引退後の晩年、捜査の主流だった旧軍関係者筋の調査に関する膨大なメモ（『甲斐捜査手記』通称「甲斐メモ」）を民間にリークした。「甲斐メモ」は1989年に平沢の支持者らが提起した第19次再審請求で新証拠として裁判所に提出されるなどしている。
- 平沢は獄中で3度自殺を図ったが、すべて未遂に終わった。
- 日本画の大家である横山大観の弟子だった平沢は、死刑確定後も獄中で、支援者だった宇都宮市の洋品店店主から画材の差し入れをうけて絵を描き続けていた[48]。
- 松本清張・小宮山重四郎などの支援者が釈放運動を行った。
- 1962年（昭和37年）に、俗に「仙台送り」と言われる宮城刑務所に移送された。この後支援者らの説得で平沢は恩赦を求めたが棄却された。タイム誌は東北に送ることで環境を悪くし自然死を早めようとしているのではないかと報道した[49]。
- 宮城への移送は当時「死刑推進派」と目された衆議院議員中垣國男が法務大臣に就任した4ヵ月後に行われた。

- 1965年（昭和40年）3月15日、画商のNと当時の「平沢貞通氏を救う会」事務局長が東京地検によって逮捕・起訴される帝銀偽証事件が起きた（森川1977[17],p.455-p.469）。平沢が事件直後に預金した出所不明の金について、「救う会」による再審請求にあたり、Nが東京高裁において宣誓のうえ、昭和22年の10月末か11月上旬頃、平沢の自宅で絵画16点を15万円で買い受けたと証言した。が、東京高裁第六刑事部はこれを偽証と認定し、2人は逮捕され有罪判決を受けた。
帝銀偽証事件で「平沢貞通氏を救う会」と画商Ｎの虚偽が明らかになった理由は、平沢の妻と長女が嘘の口裏をあわせず真実を語ったためで、その経緯は「東京高等裁判所 昭和37年（お）10号 決定」（裁判長判事・兼平慶之助、判事・関谷六郎、判事補・小林宣雄）に詳しい。帝銀偽証事件について、後に「救う会」弁護士の遠藤誠は「森川哲郎さんに対する弾圧」「哲郎さんを殺した者は、東京地検と東京高裁・最高裁という名の国家権力そのものである」と批判した（遠藤2000[22],p.175-p.177）。平沢を取り調べ自白に追い込んだ主任検事（当時）の高木一は、帝銀偽証事件について「あの事件は、被告が悪いというのではなく、一つの時代的風潮でしょう。人権尊重という主張で、ああいうことはありうることでしょう」と一定の理解を示した（高木1981[7],p.183）。
- 1974年（昭和49年）11月15日早朝、平沢は心臓発作で東北大学附属病院へ移送された。26年ぶりの出獄だった。当時まだ日本全国で12箇所しかなったICUに入れられ、岩月賢一教授ら12人の医師団から最高レベルの治療を受けた[50]。快復して1カ月半後に宮城刑務所仙台拘置支所に戻り「病院は拘置所より悪い。自由に絵をかかせてくれない。絵をかきたいから戻ってきた」と語った（平沢貞通#エピソード）。

- 同じ1974年（昭和49年）11月、NHKテレビは「死刑囚平沢貞通」を放映し、「平沢貞通氏を救う会」や帝銀事件の生存者の声を紹介した。帝銀事件で殺された被害者の遺族は、その番組を見て激怒した。
事件で夫を殺され女手ひとつで遺児を育てあげた女性は「テレビのドキュメントを見て、思い出したくないことを考えさせられました」「平沢の絵を見て、悪いことのできない人だと言った人がいたことです」「無心に絵をかく彼と、他人の生き血を吸う彼と、両面あると思います。むしろ、十数人殺したという罪の意識から逃れようとして、絵に打ち込んでいるのではないでしょうか」云々と朝日新聞の読者欄に投書したが、黙殺された。
別の遺族の男性は偶然、NHKの番組を母親といっしょに見て「〝平沢を救う会〟という連中が、ああだこうだと言ってることは、どうにも腹に据えかねるんです。/一体、遺族のことはどうしてくれるんだ、という気持ちなんです。父は殺されっぱなしで、なんの補償もないんですよ。彼ら、売名行為であんなことをやっているんでしょうかね」と怒り、母親も「平沢を援助する会とかいうのに対しては、なんともやり切れない感じがします。殺されたほうにはなんの助けもなく犯人だとされている人間を助けようとする･･･矛盾していると思いますね」と述べた[51]。ちなみに、日本で犯罪被害給付制度が公布されたのは1980年5月1日である。
- 判決確定から30年が経過した1985年（昭和60年）に、支援グループは刑法31条に定められた刑の時効の規定（刑の確定後、一定期間刑の執行を受けない場合は時効が成立する）を根拠として平沢の死刑が時効であることの確認を求める人身保護請求を起こしたが、裁判所は「拘置されている状態は逃亡と異なり、執行を受けられない状態ではない」としてこれを退けた。
- 弁護団の団長：事実上の初代は正木亮（途中で主任弁護人を辞任）、初代は山田義夫、2代目は磯部常治、3代目は中村高一、4代目は遠藤誠（2002年（平成14年）1月22日死去）、5代目は保持清が務めた。

かつて弁護人の正木亮が指摘したように、平沢が自分の無実を証明する方法は簡単だった。帝銀事件直後に預金した謎の大金の出所について、誰からいつもらったのか、真実をひとこと明かせば即座に冤罪を晴らすことができた。しかし平沢はそれを語らなかった。弁護士や支援者だけに内々に打ち明けることもできなかった。後年、平沢の長女はテレビ番組のインタビューで「（平沢が）シロにしろクロにしろね、あんだけ世間を騒がしたんですからね、やっぱり誰だっていい思いはしてませんよね･･･」と述べた。
最終的に、歴代法務大臣も死刑執行命令に署名しないまま、1987年（昭和62年）5月10日午前8時45分、平沢は肺炎を患い八王子医療刑務所で病死した。95歳没（平沢貞通#帝銀事件以後）。

### 平沢死後と現在
平沢の死後も養子・平沢武彦と支援者が名誉回復の為の再審請求を続け、1989年（平成元年）からは東京高等裁判所に第19次再審請求が行われていた。武彦は、糖尿病と躁鬱病をわずらい、また平沢の家族から疎んじられたことを悩み、5回の自殺未遂を起こした末、2013年（平成25年）10月1日に自宅で孤独死しているのを発見された。この為、2013年12月2日付にて東京高等裁判所が「請求人死亡」を理由に第19次再審請求審理手続きを終了とする決定を下した。
2015年（平成27年）11月24日、平沢の遺族が第20次再審請求を東京高裁に申し立てた。
平沢冤罪説に立つ発達心理学者の浜田寿美男は「帝銀事件というと平沢さんの事件と言われていますが、実はそうではない」と述べ、帝銀事件本体と、平沢貞通が疑われて巻き込まれた「平沢事件」は別の事件と位置づけられる、と主張する。

## 年表
- 1947年10月14日：安田銀行荏原支店で類似事件。
- 1948年1月19日：三菱銀行中井支店で類似事件。
- 1948年1月26日：帝国銀行椎名町支店で事件発生。
- 1948年8月21日：捜査本部の名刺班が画家の平沢貞通を北海道の小樽で逮捕。
- 1948年8月26日：検事・高木一による平沢の取調べが始まる。
- 1948年9月23日：平沢、自供を始める。
- 1948年12月10日：東京地裁で第1回公判。平沢は自白をひるがえし、帝銀事件については無実を主張。
- 1950年7月24日：東京地裁で死刑判決。
- 1951年9月29日：東京高裁で死刑判決。
- 1955年4月6日：最高裁で上告棄却。死刑が確定。
- 1959年11月10日：松本清張『小説帝銀事件』出版。GHQによる謀略説。
- 1960年1月－12月：松本清張『日本の黒い霧』雑誌連載。GHQによる謀略説。
- 1962年6月28日：「平沢貞通氏を救う会」結成。
- 1962年11月24日：平沢、東京から、仙台の宮城拘置所に移送される。
- 1964年4月12日：熊井啓監督の映画「帝銀事件 死刑囚」公開。GHQによる謀略説。
- 1965年3月19日：帝銀偽証事件で「救う会」代表を逮捕。
- 1985年4月29日：平沢、仙台から八王子医療刑務所に移送。
- 1987年5月10日：平沢貞通、八王子医療刑務所で死去。95歳。
- 1989年5月10日：第19次再審請求。
- 2015年11月24日：第20次再審請求。

## 犯人像の謎
帝銀事件（および2件の未遂事件）の犯人像について、
- 巧妙なプロ説：犯人は毒殺の訓練を積み特殊な毒を使うことができたプロで、おそらく旧軍関係者
- 稚拙な素人説：犯人は毒殺の素人で使った毒は（当時は一般人でも入手しやすかった）青酸カリ

の2つがある。捜査本部の主流は前者で旧軍関係者を追っていたが、名刺班が逮捕したのは後者の平沢貞通だった。

### 巧妙なプロ説
捜査本部の主流は、犯人はプロという線で捜査を行った。平沢冤罪説論者は今も、平沢のような素人には犯行は無理で、真犯人はプロだと主張する。毒物は即効性の高い青酸カリでは、誰か1人でも先に内服して苦しめば犯罪は失敗するが、内服後1-2分の遅効性毒物であれば、疑われずに全員を殺害できる。この為、青酸ニトリルである可能性が高い。死体の吐瀉物が青くなる特徴があり検死結果でも確認済。
- 犯人は詐欺師的な巧妙な言葉づかいと、手品師のような手口で行員らに毒を飲ませた。
警察は、帝銀事件の犯人が第1薬を飲んでも平然としていたのは、手品のトリックを使った可能性があると考え、奇術と変装の専門家で旧軍の関係者でもあった柳澤義胤（柳沢よしたね）を容疑者として調べた[61]。柳澤は戦時中、昭和18年（1943年）10月から陸軍登戸研究所に入所し、少佐待遇で奇術を戦略・謀略に利用する研究に従事していた[62]。

青酸ニトリルの液表層部に油を入れており犯人はうわずみ油を服用したものであると推測された。
- これから目のまえの人々が悶死するのを知りながらもピペットを持つ手が全く震えないなど冷静そのものだった。
犯人は、毒殺に慣れた旧軍の特務機関員か、他人の痛みに対する共感も良心の呵責も全く感じないサイコパスの可能性がある。
- 平沢冤罪説を主張する再審弁護団は「犯人は、被害者が第一薬を飲んだあと第二薬を飲むまで1、2分間は死なないことを、あらかじめ知っていた。真犯人は平沢貞通のような毒の素人ではない。また使用された毒は即効性の青酸カリではありえず、平沢のような一般人には入手不可能な特殊な毒である」と主張した。
この主張は裁判所により、以下の理由で却下されている（以下「東京高等裁判所 昭和37年（お）10号 決定」の記述内容による）。たしかに、多数の被害者に同時に毒を飲ませることは必要である。もし毒をバラバラに飲ませたのでは、全員が飲み終らぬうちに先に飲んだ者が苦痛を訴えたり倒れたりして、あとの者は警戒して毒を飲まず、犯人は目的を達せられない。そこで犯人は、全員に一斉に飲ませるための口実を考え、第一薬（実は毒）を飲んだあと一定の時間をおいて第二薬（実は水）を飲まねばならない、と嘘の説明をした。そのうえで、時間を正確にはからねばならないから、と時計を見ながら一斉に飲む合図をした。被害者は、その嘘にまんまと騙された。被害者の全員が同時に第一薬（毒）を口にした時点で、犯人の目的は達成された。つまり、犯人は「被害者が第一薬を飲んだあと第二薬を飲むまで1、2分間は死なないこと」を知っている必要は、全くなかったのである。もし仮に被害者が毒を飲んだ数秒後からバタバタ倒れ始めたとしても、犯人が金品を悠々と奪い去ったという結果は、変わることはなかったろう。
- 犯人は「詐欺のプロ」ゆえ、かえって旧軍の特務機関員とは考えられないとする主張もある。戦時中、中国大陸で特務機関の顔役だった人物は「銀行員というのは、人を見る目が肥えている。そういう方々が、〝医学博士〟といってきた犯人をうのみにして信じたからには、医学博士にふさわしい人柄だったのだろう。態度、振る舞いがだ」「しかし特務機関員というのは、内地で食いつぶしたようなものがほとんどだ。銀行員がどこから見ても医学博士にふさわしいと見るような、そんな人はいませんよ」と述べた（佐々木2004[3], p.102）。

### 稚拙な素人説
犯人が帝国銀行椎名町支店で成功したのは偶然の結果にすぎず、未遂事件も含めて犯人の手口を子細に分析すると、巧妙さよりむしろあらが目立つ、という説。つまり、平沢のような素人が犯人であると考えても矛盾はない、という説である。
- 安田銀行荏原支店
未遂。死者がでなかった理由について、第一審判決書（昭和25年8月31日、東京地方裁判所刑事第九部）は「青酸加里の分量が少な過ぎたため」の失敗とした。中村正明は純粋に化学的見地から、犯人が不純物を含む青酸カリをオキシフルで溶かしたため無毒化され番茶のような色になったと考えられること、犯人は毒物の知識がないシロウトであることを指摘した（中村2008[4]pp.130-133、p.157）。
なお、第二審判決書（昭和26年9月29日、東京高等裁判所第六刑事部）によると、同支店の用務員だったK（判決書では実名）は「私は飲む気になれなかったので皆のするように飲む真似をして茶碗の中の液を手に注ぎ背後に廻して拭いてしまい、小使室に帰った。それから一応お巡さんに聞いてみようと思い、近くの交番へ行き」云々と証言した。犯人は飲むふりだけする人間がいた場合の対策をまったく想定していなかった。もし仮に毒の分量が充分であっても、確実に失敗し、逮捕は免れなかった。犯人がプロでなかったことがわかる。
事件発生当時、推理小説を連載中だった作家の坂口安吾は、エッセイの中で帝銀事件は「まったく、偶然の成功ですよ」「一人のまない人間がいても、すぐ失敗する」と犯人の頭の悪さを指摘した（坂口安吾「哀れなトンマ先生」）。
荏原での未遂は失敗でなく「予行演習」だったと推測する説もあるが、もしそうなら、犯人はますますプロではありえない（プロなら事前に秘密の訓練や経験を積んでいるはずである）。
- 三菱銀行中井支店
未遂。居合わせた高田馬場支店長が「私はこの銀行の者ではないし、ちょっと来合わせただけだから」と断ったため、犯人は行員らに薬を飲ませることを断念して退散した。
- 帝銀事件椎名町支店
荏原と中井の未遂事件で2回も失敗を重ねた犯人は、こりずに同様の手口で、しかも中井の近隣である椎名町で犯行を行い、3度目にようやく成功した。椎名町支店では、偶然、飲むまねだけする者も、断る者もいなかったからである。
坂口安吾は前述のエッセイで「もしも椎名町で、殆ど有りうべからざる偶然の成功がなければ、恐らく、この先生はむなしく数十軒の銀行を遍歴し、その度毎に新手の術を会得しつゝ永遠に遍歴しつゞけたかも知れません。その程度にトンマな先生のように私は思いました」「一人のまない人間がいても、すぐ失敗する。／たまたま一人便所にいても失敗する。外から誰かが這入ってきても失敗する。オレは、もう、昨日チブスの注射をしたんだい、という給仕が現れてもダメなのであります」「翌日小切手を受取りに行くのもズブトイというより、トンマ、マヌケ、なのです。バカモノなのです」「私は、この犯人は、マヌケからマグレ当りに成功し、マグレ当りだから、警察が、なかなか、つかまえられないのだと思っていました」と、早い段階で指摘した。
犯人がもし毒殺のプロなら、自分の顔を見ている生存者を4人（事件直後、近くの交番の巡査がかけつけた時点での生存者は6人）も残すという失敗を犯した理由は、謎である。旧陸軍の毒殺兵器のプロは、帝銀事件の犯人は「技術達者な者とはいえない。だから生存者ができた」「よく青酸カリの特徴を研究した大家か、もしくは全然素人」と指摘している[63]。

## GHQの影
連合国軍の占領下で発生した帝銀事件の捜査にはGHQが大きく関与していた。その関与の度合いについては、
- 協力説：GHQは日本の警察の捜査に協力はしたが、圧力や介入はなかった。
- 介入説：GHQは旧731部隊の情報や要員を独占するため、警察の捜査に介入した。
- 謀略説：帝銀事件そのものがGHQ内部の一部の者たちによる謀略活動であった。

など、さまざまな説が今も主張されている。
1948年（昭和23年）10月29日に行われた帝銀事件捜査本部打上げ式において、田中栄一警視総監は「本事件に対してGHQ公安課の絶大な御協力を頂いた」との挨拶を述べ、同事件捜査本部長であった藤田次郎刑事部長も「本事件発生直後から逮捕に至るまで、また逮捕後においても、最高司令部公安課当局（PSD）の懇切な指導と援助を賜った」、「公安課のイートン主任警察行政官の指示で作成したモンタージュ写真が、平沢逮捕の上で有力な手がかりとなった」との内容の挨拶を述べている。この式にはGHQ公安当局の担当者も出席しており、占領下で発生した帝銀事件の捜査にGHQが大きく関与していたことが窺える。
なお、名刺を悪用された松井蔚は太平洋戦争中、南方軍防疫給水部（岡9420部隊）に所属していたことが判明している。

### 介入説
平沢冤罪論者の一部（全部ではない）が主張し、帝銀事件関係の出版物や記事などでも人気がある説である。
介入説では、捜査本部は旧731部隊の関係者を洗っていたが、細菌兵器の情報を独占したいGHQが捜査本部に731部隊の捜査を中止するよう内々に命令した、そのため731部隊と関係のない平沢貞通が逮捕された、とする。作家の松本清張は『小説帝銀事件』や『日本の黒い霧』の中で、推理と想像を交えてGHQによる圧力や介入を描いた。清張の原作にもとづいて昭和期に作られた映画やドラマでは、あたかも事実であるようにそれらのシーンが描かれ、また平沢冤罪説論者の一部もGHQ介入説を主張したため、一般の認知度は高い。が、実際には、GHQが日本の警察に圧力をかけ旧軍関係者の捜査を打ち切らせたのかどうかは、下記のとおり確実な資料では確認できず、学界や法曹界での通説とはなっていない。
また、平沢の三女のボーイフレンドだった連合国軍のエリー軍曹は、平沢の家族の証言によると事件当日に平沢家を訪れており、平沢のアリバイを証言できたので、弁護側はエリーを証人として申請したが、裁判所はなぜか許さなかった。これもGHQの圧力があったとする主張がある。

### 協力説
GHQの協力はあったが、介入や圧力はなかったとする説である。裁判所の公式見解（後述の「東京高等裁判所 昭和56年（お）1号 決定」参照）でもある。
当時の関係者の証言や一次資料によると、捜査本部は最後まで（平沢逮捕後もしばらくのあいだは）旧陸軍の特務機関筋の捜査を続けていたことが確認できる。
- 捜査一課係長・甲斐文助の「甲斐メモ」（『甲斐捜査手記』）を読むと「平沢逮捕当日も，警察は旧軍関係者を追っていたことが分かります。平沢が小樽から東京へ移送された8月23日の捜査手記には『関係者面通しにより犯人と断定する者なし』，翌日は『殆ど全員傍証固めにより黒白を決するため終日努力するも決せず』とあり，警察が確証を持って平沢を逮捕したわけではないことがわかります」（明治大学平和教育登戸研究所資料館・企画展「帝銀事件と登戸研究所」資料）。
- 平塚八兵衛は「一部に、捜査本部が特務機関を捜査してたのが、一挙に平沢に転換した、といわれたが、それは捜査の実態を知らねえからだ。吉展ちゃん事件のときもそうだったが、必ず捜査内部の対立があるもんだ。それを外部に公表できねえから、誤解されるわけだ」（佐々木2004[3], p.138-p.139）と述べている。居木井為五郎も、捜査本部は平沢逮捕後も旧軍関係者犯人説だったと証言している。ちなみに平塚の回想にもとづいて平成に作られたテレビドラマ（2009）では、GHQの介入は描かれていない。
- 逮捕後の平沢の取り調べを独占的に行った検事の高木一は、米国人ジャーナリストの取材に対して、GHQは捜査に介入したことはなく実際には「協力」してくれたのだ、と述べたうえ、藤田次郎刑事部長らとともにGHQの監視ぬきで731部隊の石井四郎から事件と犯人像についての意見を聞いた秘話を明かした（トリプレット1987[67]「第2部 GHQ文書が明かす新事実」）。高木もまた、捜査本部が平沢逮捕時も旧軍関係者を追っていたことを以下のように証言している。「八月ごろになって、名刺の線を追っていた居木井為五郎警部の方から平沢が出てきたわけです。そのころ、警視庁が二つに割れていましてね。平沢説が居木井班で、もう一つは鈴木清君の班で軍の関係者という見方でした。居木井君は、巻き物みたいなものに、二八項目の容疑事実をあげて持って来ました。警視庁の藤田刑事部長は、私の大学の同期だったのですが、『困ったことになった』と話していました」「逮捕する段階でも、シロともクロとも断定していたわけではありません」「クロの意見をもっている者に捜査をやらせるとクロの捜査資料しか持ってこないし、シロの意見の人の場合もシロしか集めない傾向がなきにしもあらずです」「居木井君の班は、平沢逮捕後は捜査班からはずし、証拠の整理をしてもらったんです。そして、シロ説をとる者に全力捜査をさせました」（高木1981[7],p.179）。
- 平沢冤罪説論者のあいだでも、1948年当時の実情を知る者たちはGHQ圧力説に否定的である。
731部隊関係者真犯人説を追い続けた読売新聞の竹内理一はリアルタイムで第一線で取材にあたった当事者として、捜査二課「秘密捜査班」（通称）の「成智（英雄）が旧七三一部隊関係者の捜査をやめるよう（GHQから）圧力を受けたという憶測が流れたが、これは真実ではない。同様に、読売新聞の記者たちが旧七三一部隊員の調査から手を引くよう（GHQから）命令を受けたという噂も、事実ではない」とGHQから捜査や報道に圧力があったとする説はゴシップにすぎないと否定した（トリプレット1987[67],p.135）。
真犯人は平沢ではなく旧731部隊関係者であると主張した成智英雄は、自分は731部隊関係者の怪しい容疑者を全員調べた、と豪語した。もしGHQの圧力で捜査を途中で中止されたなら、全員を調べることは不可能だったはずである（前掲トリプレット1987[67],第2部）。
- 裁判所もGHQ介入説の矛盾を指摘している。平沢貞通の再審弁護団による第17次再審請求を棄却した「東京高等裁判所 昭和56年（お）1号 決定」の中で、裁判所は「満七三一部隊を含む旧軍関係の捜査は請求人（平沢貞通）の検挙の時まで続行されていたのであって、GHQの命令で満七三一部隊関係の捜査が打ち切られたことを示す証拠は」どこにも存在しないこと、再審弁護団の主張のうち「GHQの命令で731部隊の捜査は途中で打ち切りになった」と「捜査二課の成智英雄は731部隊の全員を最後まで調べあげ真犯人は平沢ではなくS中佐（原文では実名表記）であるとつきとめた」の2つは矛盾していること、を指摘した。

## 毒物の謎
遺体解剖や吐瀉物や茶碗に残った液体の分析は、東京大学と慶応大学で行われたが、液体の保存状態が悪く、青酸化合物であることまでは分かったものの、東大の古畑種基と慶大の中舘久平の鑑定が食い違い、100%正確な鑑定結果は出ていない。
検視結果が東大と慶大で違った理由については諸説がある。平沢冤罪説・謀略説に立つ松本清張らは、使用毒物の正体を知られたくなかった国家やGHQが東大に秘密裏に圧力を加えたからだ、と推測する。いっぽう、医化学的にみれば、現場の警官が機転をきかせ赤みがかった遺体6体を東大に、黒ずんだ遺体6体を慶大に送ったため必然的に東大と慶大で検視結果が食い違ったにすぎず、何の不思議もない、という指摘もある。青酸カリも含めて、青酸化合物は被害者の胃液と反応することで毒性を発揮する。被害者の胃酸のpH（ペーハー）が正常値であればショック死して遺体は赤みがかり、胃酸のpHが低ければ窒息死して遺体は黒ずむ。東大は前者を検視し、慶大は後者を検視したため、結果も違ったとされる（中村2008pp.54-63）。

### 青酸カリ説
平沢貞通に死刑を宣告した第一審判決書（昭和25年8月31日、東京地方裁判所刑事第9部）では、理系の専門家の意見も採用し、使用毒物を「青酸カリ」と認定した。犯人は第1薬として青酸カリを、第2薬として水を飲ませた、とされる。この判決は今もくつがえっていない。が、帝銀事件関係の本や記事では、青酸カリ説を疑う声が今も多い。
- 裁判所が判決で採用した「青酸カリ」説は、純粋な青酸カリウム（KCN）ではなく、事実上、青酸ナトリウム（NaCN、別名「青酸ソーダ」「シアン化ナトリウム」「青化ソーダ」）や炭酸カリウム（K2CO3）との混合物で毒性もいくぶん弱い「市販のいわゆる青酸カリ」を想定している[68]。
- 事件発生の直後に現場の被害者を検視した古畑種基は「おそらく青酸カリ、ないしは青酸ナトリウムなど青酸化合物によるもの」と述べた[69]。

古畑は、帝銀事件の犯人が使ったのは「古い風化した青酸カリ」だったと推定した。被害者は嘔吐するなど純粋な青酸カリ中毒とは違った症状を見せた。その理由は、青酸カリの一部が空気と反応して炭酸カリになっていたためである（古畑1959、pp.52-53）。
- 青酸カリをなめただけで一瞬で死ぬというのはフィクションの中だけのこと[71]で、実際には青酸カリを飲むと胃の中で胃酸と反応して猛毒の青酸ガスが発生し、このガスが食道を抜けて肺に到達すると死ぬ。その間の時間、被害者は生きている。青酸中毒死の実例を見ると、死ぬまでの時間はたいてい2分後から25分後のあいだであり、中には7時間44分後に死亡した例もある（古畑1959[70]、p.52）。青酸化合物を口にすると数秒以内に必ず死ぬ、という小説や映画の描写はフィクションである。
- 中村正明は著書の中で、当時の調査結果から毒物は青酸カリウム（シアン化カリウム）と推定できること、一般に即効性と思われている青酸カリウムでも帝銀事件のような情況を引き起こしうること、安田銀行荏原支店での未遂を失敗と考えるなら犯人は薬学についてシロウトであること、を検証している（中村2008[4]）。

- 青酸カリの入手経路について、平沢を取り調べた検事の高木一によると、調査の結果、犯行に使われたのは満洲から引き揚げてきた平沢の近親者が持っていた自殺用の青酸カリと判明し、その分量までわかっていた。
戦争末期には外地や戦地の民間人が自決用の青酸カリを持っているのは普通で、終戦前後には集団自決も多発している）。取り調べで平沢は青酸カリの入手先についてあれこれ嘘を並べた。高木は平沢の嘘を一つ一つ、つぶした。すると平沢は最後に「（『レ・ミゼラブル』の）大僧正のご慈悲をお願いします」と哀願した。娘を巻き込みたくない、という平沢の「最後の父性愛」を感じた高木は、あえて最後まで追求しなかった。このため、後に平沢冤罪説論者から「青酸カリの入手先もはっきりしていない」と言い立てられることになった（高木1981[7]、pp.181-182）。刑法学者の植松正は、この件を高木一に電話で確認したうえで、植松の知人女性も占領軍兵士から性的暴行を受けた場合に備えて終戦後も自決用の青酸カリを持ち続けていたことを明かし、高木の話を肯定している（植松1985[72]、p.17）。
- 当時の日本では青酸カリは誰でも買える安価な薬剤であった。1935年の浅草青酸カリ殺人事件の被害者も即死ではなく、倒れるまで一定の時間がかかっている[73]。
- 陸軍登戸研究所で毒物の研究開発に従事した伴繁雄は、平沢は冤罪で真犯人は旧陸軍の関係者であると主張する一方で、使用毒物については専門家の立場から「一般市販の工業用青酸カリ」と断言している[74]。
- 帝銀事件後、警察から話を聞かれた石井四郎は「青酸加里は分量により時間的に生命を保持させられるか否か出来る。致死量多くすればすぐ倒れる。分量により五分̶̶八分、一時間三時間翌日、どうでも出来る（之は絶対的のものである）」[75]と、もし青酸カリであってもプロが精確に分量を調整すれば遅効性の毒として使えることを専門家として証言した。このとき石井は、ソ連に包囲されたときの自決用にドラム缶半分くらいの青酸カリを軍医中尉2人に分け与えたこと、犯人は「俺の部下にいるような気がする」という心証も刑事に述べている[76]。

### アセトンシアノヒドリン説
平沢冤罪論者の一部は、帝銀事件で使われた毒は日本陸軍が秘密裏に開発したアセトンシアノヒドリンという特殊な薬であり、毒とも軍とも関係がなかった平沢がこの毒薬を入手できたとは考えにくい、と主張する。以下、日本語では、アセトンシアノヒドリンは「アセトシアノヒドリン」、青酸ニトリルは「青酸ニトリール」など表記のゆれがあることに注意されたい。

#### 読売新聞とGHQ
当時、読売新聞の記者・竹内理一は、陸軍9研（登戸研究所）でアセトシアノヒドリン（青酸ニトリル）という薬を開発していた事実を突き止めた。竹内によると、
この薬は防諜名ニトリールといい、昭和十七年ごろ神奈川県稲田登戸にあった当時の陸軍第九研究所二課T大尉によって発明されたもので、この薬の特色は、青酸系毒物としては、効き目が遅い点にあった。致死量二cc（ニトリール分のみ）で大体服用後三分から七分の間に倒れるようになっている。薬物の使用目的は大量毒殺、集団自決などが主であった。いずれも先に倒れるものがてて、あとのものがおじけづかぬよう考えられたものである。さらにこの薬の特色は、服用後は胃の中で青酸分のみが分離するため、青酸分は検出できるが、ほかの薬は反応がないという。つまり、青酸反応が認められ、青酸系毒物とはわかるが、それから先はわからないという点にある。（竹内1957 , p.29）死亡直前に苦しんで吐く吐しゃ物が青い液体になるという特徴があり、現場状況に酷似している。
しかし突如、警察の捜査が731部隊から大きく離れた時点で、報道も取材の方向を転換せざるをえない状況になり、731部隊に関する取材を停止した。
後年、GHQの機密文書が公開され、1985年（昭和60年）、読売新聞で以下の事実が報道された。
- 犯人の手口が軍秘密科学研究所が作成した毒薬の扱いに関する指導書に一致
- 犯行時に使用した器具が同研究所で使用されていたものと一致
- 1948年（昭和23年）3月、GHQが731部隊捜査報道を差し止めた[80]。

ただし、アセトンシアノヒドリンであっても事件の経緯からすると謎が残る（少なくとも5分は経過していると思われる）。もし効能や致死量を熟知したプロの犯行なら、生存者を4人も出すという失敗（事件発覚時の生存者は前述のとおり6人）を犯した理由を説明する必要がある（生存者が証言者になることはわかりきっている。もしアセトンシアノヒドリンなら、犯人は致死量を余裕で超える量を投与して全員を毒殺できたはずである）。
余談ながら、アセトシアノヒドリン説・平沢シロ説を追い続けた読売新聞の竹内理一記者は、帝銀事件のあとの1948年11月、生き残った4人のうちの1人であるMと結婚した（Mは竹内姓に改姓）。事件の当日、犯人の顔を正面から見たMは、法廷でも、平沢を犯人とは思えない、と証言した。Mの証言は夫の仕事とも夫の論拠とも無関係であったが、高木一検事や世間は、Mの否定的証言は夫の影響にちがいない、とあらぬ疑いをかけた。
竹内理一は平沢冤罪説を主張したが、その竹内さえ以下のように述べている。「私はだからといって平沢が〝白〟だともいい切れないのである。平沢と松井名刺との結びつき、事件後の平沢の行動、はっきりしない金の入手先など、平沢をめぐるモヤモヤとしたものは私にも説明がつかない」「不思議な毒薬や、巧妙なトリック、毒殺部隊などというのは探偵趣味ごのみの新聞記者が勝手に描いた幻想かも知れない」（竹内1957 , p.31）。

#### 伴繁雄の「変節」
捜査本部が旧軍関係者を中心に調べていた1948年4月、伴繁雄（登戸研究所の関係者）は捜査員に対し、過去に自分が行った人体実験をふまえ「青酸カリとは思えない。絶対ニトリールである」と述べたとされる。ただし法廷での証言では、伴は専門家として、毒物は青酸カリだったと断言している。
昭和24年（1949）12月19日の証人尋問で、伴は毒物科学捜査会議の結論について「毒物は、純度の比較的悪い工業用青酸カリで、入手の比較的容易な一般市販の工業用青酸カリであると断定しました」と述べ、裁判長から「本件毒物がアセトンシアンヒドリンとは考えられないか」と念をおされると、伴は「アセトンシアンヒドリンは無色無味無臭で水と同じのため、犯人が飲ませる際に飲み方について説明する必要はないはず」と答えた（証人訊問調書）。
登戸研究所で青酸ニトリール開発主任だった土方博は、すでに1948年6月22日の時点で捜査員に対し「嘔吐することは青酸カリでもニトリールでも普通である。青酸カリは苛性ソーダのような刺激の味があるので、帝銀事件で呑ませたとすれば、味から言って、青酸カリではないかと思う。ニトリールは青臭い臭いはするが味はない。ニトリールの症状はカリよりも症状を出すのが遅い」と証言している。

### バイナリー方式説
次にあがったのが、安定した（人間に毒性を持たない）シアン化物（シアン配糖体）と、その成分を毒性化する酵素の2薬を使用した、バイナリー方式と言うもので、ジャーナリストの吉永春子が自著の中で言及した。シアン配糖体は身近な食用植物に含まれている。また、これにより発生するのはシアン化水素で、体内の水分と結びつくことでシアン化水素水溶液となる。このシアン化水素は一般に入手可能なシアン化化合物より遥かに毒性が強い。
この吉永の説は、従来の731部隊犯説を大きく覆すもので、一定の説得力があった。犯人が第1薬を平然と飲んだこと、他に失敗した例があること、後にアメリカ軍がこれを研究し実用化の段階まで進めていること、などである。
吉永の主張は、「731部隊とは直接関係がないアメリカ軍による人体実験である」、というものだった。実際、日本ではこの分野の化学兵器の研究は行われておらず、酵素の研究が進んだのは戦後のことである。
ただし、この説でも、この時点では酵素の研究がそこまで進んでいたのか、人体内での反応が安定して起きるのか、容器に使われた茶碗からは青酸化合物が検出されていない理由はどうなるのか、もし人体実験のデータ収集が目的ならなぜわざわざ都内の市街地という目立つ場所を選んだのか、などさまざまな疑問が残る。

### 731部隊が開発した毒薬説
共産党の志賀義雄が1962年に国会の法務委員会で主張した説である。志賀は、1948年の帝銀事件と、1958年に南ベトナムで起きたフーロイ収容所虐殺事件（ベトナム戦争#反政府勢力の掃討作戦）で使われた毒薬は同一で「青酸カリによく似ておるが、青酸カリでない、新しいものであり、それは石井部隊（731部隊）によって作成され」たものだ、と述べた。

### 再審弁護団の見解
帝銀事件再審弁護団に第19次の時から参加した弁護士の渡邉良平は、犯人が使用した第1薬と第2薬の組み合わせについて、
- 青酸化合物（青酸カリ）+ 水 （判決が認定した説）
- 薄い青酸化合物 + 水 （九研にいた伴繁雄が裁判で証言した説）
- アセトンシアンヒドリン（旧陸軍で研究された毒物） + 水
- 青酸配糖体（アミグダリン等）+ 酵素 （吉永春子が提起）
- 青酸化合物 + 酸（塩酸など）
- 酸（塩酸など）+ 青酸化合物

の諸説を挙げて説明したうえで「弁護側としては，これが間違いなく犯行毒物だといえる毒物は，少なくとも現段階の証拠ではいえない」ものの「弁護団としては青酸カリと水だというこの判決認定は，これ自体は間違いだと確信しています」と根拠を挙げて述べている。
渡邉によると、帝銀事件の死亡者の血中青酸濃度が異常に高かったことから、帝銀事件で使用された毒物は青酸カリではなく、青酸イオンが分離しやすい特殊な青酸化合物ないし特殊な手法であった可能性がある。再審弁護団は、専門家の協力を得てブタによる動物実験を行い、帝銀事件の使用毒物は青酸カリではなかったという医学的分析をふまえた鑑定書を、第20次再審請求の新証拠として準備中である。

## 真犯人として指摘されている人物
平沢冤罪説では、さまざまな真犯人像が語られてきた。ただし「平沢貞通氏を救う会」の平沢武彦（平沢貞通の養子）は「真犯人説を追いかけるのは、もう一つの冤罪を生む」と戒めた。以下、今まで語られてきた真犯人説の一部を掲げる。
- やはり平沢貞通が犯人だが、実情は判決とは違うという説。「複数犯人説」（平沢は従犯ににすぎず主犯は別にいる）や「平沢部分関与説」（稚拙な未遂事件は平沢のしわざだが帝銀事件はプロの別人の犯行だった）、「犯行忘却説」（平沢はコルサコフ症候群のため犯行の記憶を消失し自分も本気で冤罪と信じた）[89]なども含む。

- 千葉県居住で1954年（昭和29年）に死去した医師Ｈ説。平沢貞通と弁護団が主張[90]。読売新聞の竹内理一記者の回想によると、弁護団長の磯部常治は真犯人はHだと確信しており、竹内の妻（帝銀事件の生存者の1人）が「平沢のほうが、この人よりずっと犯人に似ている」と答えても、磯部は「間違いなくこれが犯人ですよ」と何度も食い下がった（竹内1957 [77], p.25）。また磯部は、その医師がすでに故人となっていたため、霊能力者に「心霊調査」を依頼した（大西1994[91],pp.52-53）。
- 陸軍中野学校出身の特務機関員説。平沢逮捕後もしばらくのあいだ捜査本部の主流はこの線だった[92]。

- 平沢の獄死直後の5月25日、捜査本部の刑事に協力した伴繁雄がテレビに出演し、真犯人は平沢でなく、元陸軍関係者と強調していた。

- 731部隊の軍医・中佐説。捜査二課だった成智英雄は、後年に雑誌に発表した手記で、平沢は冤罪であり真犯人は旧軍の軍医中佐で医学博士のSであると主張した。成智は手記でS（原文では実名）という姓のみを書いたが、成智の賛同者はS中佐の姓と個人名の両方を実名で明かした。2人の同性　諏訪が重要参考人として浮上し　諏訪三郎氏は否定されている[93]以下は成智英雄の手記からの引用である。

- 東京都内在住のある歯科医が真犯人とする説。上掲の複数の説と重なる部分がある[95]。

- 捜査が731部隊に及んだころ謎の自殺を遂げたＮ。捜査本部の係長の記録（いわゆる「甲斐メモ」）にも記されている人物。作家の近藤昭二が、テレビ番組「毒の伝説・帝銀事件46年目の真実」（朝日放送『驚きももの木20世紀』1994年11月25日放送）の中で紹介。

- 事件から6年後の1954年（昭和29年）、徳宿村一家9人毒殺放火事件が発生した。この手口が保健所を名乗り毒物を飲ませるという帝銀事件と酷似したものだったことから弁護人が調査の為に現地入りしたが、逮捕された容疑者が服毒自殺してしまったため調査も進展しなかった。

## 自白をめぐる謎
平沢は1948年8月21日に逮捕後、警視庁での送致前の取り調べでいったん自白（幻の自白）、送致後の検事による取り調べでは当初は否認、後に自白、後に再度の否認、と二転三転した。
1. 幻の自白：8月23日夜、東京に到着して最初の夜の、送致前の取り調べで、平沢は犯行を自白したとされる。最初、平沢は、謎の大金の入手先について次々と嘘を並べたてた。担当刑事の居木井為五郎は、事前に綿密に調査していたので、嘘は全て通用しなかった。平沢は観念し「何とも恐れ入りました。申訳ありません。帝銀の犯行は私であります。御手数かけて申訳ありませんでした。本日は長旅でもあり疲れたので詳細は後に述べさして頂きたい」と自白した（居木井1955c , p.29）。が、その直後に居木井らがはずされ、検事が直接に取り調べるという前例のない事態になったため、これは幻の自白になってしまった。
2. 送致後に否認：検事の高木一による取り調べを受けた平沢貞通は、当初、帝銀事件および2つの未遂事件について自分が犯人であることを否認した。しかし、自分が偽名で預金した謎の大金の出所を、高木に説明できなかった。
3. 自白の開始：1948年（昭和23年）9月23日から自供を始め、自分の犯行だと認めた。最後に10月8日と10月9日の両日、高木の上司であった検事の出射義夫（いでい・よしお）が取り調べを行い、調書を取った。
4. 再度の否認：裁判開始の直前、平沢は自白を撤回し、再び否認に転じた。本人は「確か11月28日、18日かな、確か8がついた筈ですが、やっと催眠術から醒めたのです」（内村・吉益鑑定の聞き取り）と述べている。裁判の開始後も平沢は否認を続け、死刑確定後も自分は冤罪であると主張した。

後に、平沢の弁護団は、高木による取り調べは拷問に近いもので、平沢の自白は強要ないし誘導されたもので証拠能力はなく、出射義夫による検面調書（検察官面前調書。検察官の目の前で被疑者がサインをした供述調書）は捏造であると主張したが、裁判所は棄却した。

以下、否認→自白→再度の否認、の流れを時系列順に示す。
- 1948年（昭和23年）8月21日：北海道の小樽で、名刺班の刑事・居木井為五郎らが平沢貞通を逮捕。
- 8月23日：東京の警視庁で、居木井らが取り調べる。平沢は自分が犯人だと自白したが、居木井はあえて自白調書を作成しなかったため「幻の自白」となった。後に居木井は法廷で「このようなこと（平沢が否認に転じたこと）になるなら、あの時、自白調書を作成して置き、秘かに今日まで保管しておけば良かったと思う位です」と証言した（居木井1955c [16], p.29）。
- 8月25日：平沢、自殺未遂。早朝、留置場内で、ガラスペンで左手静脈を突き刺す。
- 8月26日：検事の高木一による取り調べが始まる。警察をはずして、検察が独占的に取り調べを行うのは異例。平沢は否認。
高木は連日、朝10時ごろから昼食と夕食の1時間ぐらいずつ休み、夜の10時ごろまで平沢を取り調べ、その後は刑事を指揮して報告書を書いた。平沢が高木を「気分がおわるいのですか？」といたわることもあった[97]。
- 8月29日：高木、別件の「日本堂事件」について尋問を始める。平沢は、銀座の日本堂時計店の詐欺未遂事件の犯行を否認。
- 9月1日：日本堂事件について、動かぬ証拠をつきつけられた平沢は、自分が犯人（未遂）と認め、高木に「どうか自殺させて下さい。日本堂の事でとても生きていられませぬから今迄何にもかも嘘を云って来て申訳ありませぬ」と述べた。

この日本堂事件については、平沢は後年も自白を撤回せず、平沢冤罪論者も平沢の犯行と認めている。
- 9月23日：高木は、安田銀行荏原支店で犯人の顔を見た警察官Iに、平沢の顔を見せた。Iは「間違いありませぬ」と高木に耳打ちした。この日から、平沢は少しずつ帝国銀行椎名町支店での犯行の自白を始めた。
- 9月27日：新聞各紙「平沢ついに自供」の号外を出す。

ニュースを知った練達の裁判官たちは異口同音に「高木君が自白させたのか。それならまちがいない。彼は決して無理な調べをする男じゃないからなあ」と述べた（出射1986, pp.254-255）。

その後、平沢に対して、UPI通信社のベテラン特派員であるアーネスト・ホーブレクトが、同僚のイアン・ムツとともに約1時間にわたる独占インタビューを行った。平沢が警察から手ひどい扱いを受けた徴候は認められず、平沢の手つきはしっかりしていた。（平沢は拘留中の自殺未遂で自分の手を傷つけていた）。平沢は英語で「警察は自分を礼儀正しく扱い、自白を引き出そうとして拷問的手段を用いるようなこともなかった」と強調し、自分を取り調べた検事の高木一を「ハイエストクラス・ジェントルマン」と賞賛した。米国人記者が見た平沢は「取調べを受けている係官たちとは、きわめて友好的な関係にあるように思われた」。ホーブレクトによる記事は「ニホンタイムス」紙（現「ジャパンタイムズ」）の一面を飾った（トリプレット1987  p.50-p.53）。
平沢は第60回調書（1948年10月8日）の中でも検事の出射義夫に対し「先日ＵＰＩの記者が検事の調べがひどいのではないかと言って来た事がありますが私は断じてそうではない。高木検事は『ハイエストクラスジェントルマン』であると答えました。私は高木検事を心の友と思ってるぐらいであります」（森川1977, p160）と陳述した。
平沢の精神鑑定書には「警視庁看守係巡査の動静報告書によると、平沢の精神状態は全部自白した後には前と比べて明瞭に平静となり、熟睡していることが認められる。／これなども真実を告白した場合と異るところがない」（福島・中田・小木 2018, p.321）とある。
- 10月8日：平沢の身柄を小菅の拘置所へ移管。午前7時、報道陣を前に車に乗り込む映像が残っている（「日本ニュース 第144号「平沢、拘置所へ」」）。

平沢は移送の車中の中で、同乗した捜査本部の鈴木清に対し「私は、居木井さんたちに捕ったお陰で、真人間になることが出来ました」「自分の手にかかって死んだ12名の帝銀の犠牲者に仏画を描いて差し上げ、冥福を祈り、お詫びしたいと思います」云々と述べ、心から改悛した様子を見せた。鈴木は捜査本部では旧軍関係者捜査班の主任だったが、平沢が真犯人だと確信した（鈴木1974, p.142）。
- 10月8日と翌10月9日、高木一の上司で検事の出射義夫が小菅の拘置所に赴き、調書をとる。

出射は熱心なクリスチャンで、戦時中は聴訴室を開設し民衆の直訴や相談を受け付けるなどリベラルを貫いた法曹であった。出射は、第一審の公判中に書いた文章「帝銀事件の問題点」（出射1986, pp.220-235）で次のように述べている。
（引用開始）その年の十月中旬（正しくは上旬。出射の記憶違い）、私は平沢を逮捕して以来の高木検事の取調べをもう一度白紙の立場から検討するつもりで、小菅刑務所に出かけて行った。（中略）
「高木君は無理な調べをしたかね」
「高木さんは紳士です。私の友達です。留置中に進駐軍の人が来て、調べに無理はないかと言ったので、高木さんはゼントルマンだと言ってやりました」（中略）
まだ電燈をともすほどではなかったが、調書を取り終わって、平沢貞通と達筆に署名した頃には、秋の夕暮の気配が社会から隔離されているこの部屋にも忍び入って、私の前に腰かけている一個の人間に対し無限の哀愁の情を唆るのである。（中略）
私が十月という秋の感傷にふけっているのに、平沢は実に何ごともなかったかのごとく、またこれから何ごとも起こらないかのごとく平然としているのである。彼は犯した罪業に恐れ戦くか、または冤罪であれば七転八倒の思いがあってしかるべきであるのに、何らの感動を示さないのである。実に不思議な男である。（引用終了）
敬虔なキリスト教徒だった出射は「帝銀事件の問題点」の中で、神ならぬ法曹が、目の前の人間が犯人か冤罪かを見極める本質的な難しさを述べ、「私が問題にしたいのは、人を裁くことがいかにむずかしい仕事であるかということである」（出射1986, p.235）「判決はしょせんは人間のわざなのである」（同前）と正直に語った。
- 10月12日：平沢、起訴される。

平沢の弁護人で弁護士の山田義夫は、小菅拘置所に移管されてから1週間目の平沢の様子を「上告趣意書」で次のように述べた
（引用開始）小菅入りをして一週間目に平沢は面会に行った私に、最初は「私は犯人でありません」と言った。「それにしても細かい事を答えるぢやないか」という私に答えて、「教えられれば何でも答えられます」と言った。次いで「しかし私は今は結構たのしいのですよ。夜になると仏様が毎晩来て歌の遊びをしているのです。私はもう現し身でなくて仏身なのです。だからたのまれれば何にでもなりますよ、帝銀犯人にでも何にでもなりますよ」と言った。その瞬間たちまち彼は犯人になったらしい。眼を光らせて「私は帝銀犯人だ」と言った。「さっきの話と大分ちがうようだが」と言う私に、「いいえ私がやりました、荏原も椎名町もやったんです」と断言した。その怪しい無気味な彼の目付きから、私は彼は狂っていると直観した。こんな風じゃ何を聞いても駄目だと、何かまだ聞こうとする高橋弁護人を押し止めて、今少し落付かせよと言って引揚げてしまった。（引用終了）
- 12月10日：東京地裁で第１回公判。平沢は自白を撤回し、帝銀事件および2件の未遂事件について無実を主張。

以後、平沢は獄死するまで、帝銀事件の犯行は自分ではないと無実を主張し続けた。

## 関連資料・作品など

### 書籍・文献

#### ノンフィクション
- （平沢貞通本人の著作は「平沢貞通#著書」を参照のこと）
- 平沢×子（×は伏せ字。原著では実名）「帝銀容疑者平沢画伯を父にもった娘の手記」（1948年）：平沢貞通の三女の手記。雑誌『家庭生活』昭和23年（1948年）11月号に掲載。平沢の犯行自供後も「私はお父さまを信頼しています。あのやさしいお父さまが、どうしてそんな恐ろしいことをなされましよう。お父さま。しつかりして下さい」云々と父を信じる思いを吐露し、また激変してしまった家族の生活と苦しみを訴える。
- 川本不二雄『未完の告白―平沢貞通懺悔録』（蜂書房、1948年11月15日発行）：平沢と同じ小樽中学（旧制）出身で長年の友人でもある著者に、逮捕後の平沢が語った生々しい「懺悔」の記録。なお、平沢の妻は自著（後述）のなかで『未完の告白』の内容はでたらめだと抗議している。
- 平沢マサ『愛憎を越えて―宿命の妻・平沢マサの手記』（都書房、1949年3月30日発行）：はしがきに「私は一番平沢の身近かな存在として三十五年間の結婚生活を通して率直に平沢の、特に芸術家としての性格と生活を知つて頂き、合せて高木検事の控訴状（原文のママ。「公訴状」の誤記）の中にあります犯罪動機の温床のようにいわれて居る家庭の状況もいつわりなく、ありのままにお目にかけて皆様の御批判を頂きたいと存じ、この貧しい一書を綴りました」とあるとおり、妻から見た平沢の半生と、平沢逮捕後に一変した家族の運命を赤裸々に述べる。獄中の平沢とやりとりした手紙や、川本不二雄『未完の告白』（蜂書房、1948年）への抗議も収録。
- 田中徳和「帝銀事件被害者の一人として」（1950年）：『法律のひろば』1950年9月号（国会図書館 永続的識別子 info:ndljp/pid/2806106） pp.43-44に掲載。帝銀事件で生き残った4人のうちの1人の手記である。警視庁での面通しのとき「僕はその時『はっ』と思って息を呑み、犯人は平沢と断定した」と述べ、自分は冤罪だと主張する平沢を「そんならそうでなぜ裁判において、自分からあらゆる事について説明しないのか。たとえば金銭的問題についてはっきりさせないのか」と痛烈に批判した。
- 居木井為五郎「帝銀事件　捜査記録」上・中・下（1955年）：それぞれ、長野県警察本部警務部教養課発行の雑誌『旭の友』9（4）（105） 、同9（5）（106） 、同9（6）（107）に掲載。平沢を逮捕した通称「名刺班」の主任刑事による詳細な捜査手記。平沢には以前から何度も放火詐欺疑惑があること、平沢の身内や知人は事件直後から平沢が犯人と気づいていたこと、平沢は警視庁での取り調べで実はいったん自白していたこと、平沢逮捕後に自分も妻も世間からバッシングを受け自殺まで考えたこと、平沢がアリバイ工作をしたメモ（証拠品）の写真、など立ち入った内容まで詳細に述べる。
- 内村祐之（1957）Template:Sfdn ：裁判で採用された平沢貞通の精神鑑定書。主要部分は、福島章・中田修・小木貞孝編『日本の精神鑑定 : 重要事件25の鑑定書と解説1936-1994』（増補新版、みすず書房、2018年）p.267-p.332にも、内村祐之・吉益脩夫「帝銀事件」として収録されている。
- 松本清張『日本の黒い霧』（1961年）：連合国軍占領下の他の諸事件とともに帝銀事件を取り上げている。旧日本軍の細菌戦部隊関係者が犯人である可能性を指摘した。
- 大野進『あの事件を追え』（学研ジュニアチャンピオンコース、1973年）平沢の氏名は「相沢貞通」（あいざわ ていつう）と仮名扱い。
- 佐々木嘉信（著）・平塚八兵衛（述）『刑事一代 平塚八兵衛の昭和事件史』（1975年。2004年に新潮文庫より再刊）：平沢を逮捕した当事者が、捜査の裏側の事情についても（例えば警察内部の派閥の対立や、内偵段階での平沢の家族の証言、帝銀事件以外の平沢の怪しい行動など）述べている。
- 高木一「帝銀事件と白鳥事件」、野村二郎『法曹あの頃（下）』（日評選書、1981年）pp.176-190：平沢の「取調べは私だけで行いました。警視庁には一切、手をつけさせず、初めから終りまで私がやりました」という主任検事の回想。他の出版物や裁判記録にはない秘話も明かされている。帝銀事件は「戦争直後という異常な時代の、異常な犯罪」で「捜査自体は、それほど苦労した事件ではないんです。普通の強盗殺人事件を、まっとうに捜査しただけの話です」と述べる。
- 出射義夫『検事の控室』（中公文庫、1986年）：著者は、小菅の拘置所で平沢貞通の自供を調書に取った東京地検の検事（高木一の上司）。所収の「帝銀事件の問題点」で当時の回想と、人が人を裁くことの本質的な難しさを述べている。
- 合田士郎『そして、死刑は執行された』（1987年）： 死刑囚監房掃夫による本。帝銀事件の本ではないが、平沢とのエピソードがある。
- 吉永春子『謎の毒薬―推究帝銀事件』（1996年）：使用毒物を青酸カリではないとした。
- 中村正明『科学捜査論文「帝銀事件」-法医学、精神分析学、脳科学、化学からの推理』-（2008年）：平沢犯人説・毒物青酸カリウム説を採用している。
- 北芝健『ニッポン犯罪狂時代』（2009年） ：平沢の第4代主任弁護士をつとめた遠藤誠は、内科医をしていた著者の父親の患者だった。著者が、平沢は冤罪であるかどうか遠藤に聞くと、耳を疑うような答えが返ってきたエピソードが記されている。
- 南野真宏『訳あり物件の見抜き方』（2015年）：著者である宅建士が、訳あり物件を探求するきっかけとして、帝銀事件跡のマンションを知らずに借りて調停・裁判に至ったエピソードが記されている。
- 石井敏夫『帝銀事件平沢貞通と一店主の半生』（つげ書房新社、1997年）
- 片岡健『絶望の牢獄から無実を叫ぶ ―冤罪死刑囚八人の書画集―』（鹿砦社、2016年）
- 浜田寿美男『もうひとつの「帝銀事件」 二十回目の再審請求「鑑定書』 （講談社選書メチエ、2016年）

#### エッセイ
- 坂口安吾「帝銀事件を論ず」[101]：事件の直後に書かれた評論（初出：『中央公論』第63年第3号、1948年（昭和23年）3月1日発行）。犯人像を「とくに智能犯というほどのものではない」と推定。そのうえで「この犯人から特別つよく感じさせられるのはむしろ戦争の匂い」ーーつまり戦地における非日常体験の結果、大量死や暴力に対して鈍感になった者の仕業だとする。周囲が呆れるほど戦争に無頓着だった平沢は、この直観から見れば「シロ」となる。事件からまだ一月あまりのこの時点では平沢の名はまだ挙がっておらず、捜査の主流は元軍関係者であった。
- 坂口安吾「哀れなトンマ先生」[102]：「漫画 創刊号」ー1948年11月1日発行ーに載せたエッセイでは坂口の推理は激変している。小平事件の犯人こそ中央公論の一編で言及した「人間らしい」感情を持たない異常者であるのに対して、帝銀事件の犯人はただの「間抜け」、おっちょこちょい、とされる。人間の死に慣れているどころか「イザ、目の前に展開した出来事はあまりにも凄すぎたですから、先生は、慌てた。手近かにあった小金だけしか持ち帰る算段がつかなかったほど、彼は、つまり、事件そのものゝ兇悪な結果を、事前に認識していなかったのでしょう。」「荏原の銀行では、マンマと薬品を飲ませたけれども、薬のキキメが現れない。そこで支店長と三十分ほど世間話をしていたそうですね。中井の銀行では、疑って薬をのんでくれないから、これも三十分ほど、支店長と世間話・・」「翌日小切手を受取りに行くのもズブトイというより、トンマ、マヌケ、なのです。バカモノなのです。小切手の署名が殆ど真実の筆蹟らしいのも、マヌケの証拠以外の何物でもないでしょう。「オール、メンバー、あつまれ」などゝ叫んでいるところ、まったくトンマな愛敬であって、私は呆れて、腹も立たない。「椎名町で成功したのは偶然の結果にすぎず「私は犯人のノンキさ、トンマさ、バカさに、確信をもっていました」と犯人の低知能を執拗にこき下ろしている。完全部外者の坂口がこれほど事件の細部を知っていることから過去半年あまりの新聞雑誌による報道の程度が推察できる。坂口のこの犯人像は平沢に近い。
- 宮本百合子「目をあいて見る」[103]（初出：「サン・ニュース」1948年（昭和23年）5月10日号）： 帝銀事件について、日本人の「おどろくような権力への屈従癖が惨劇の発端をなしている」と指摘。

#### 小説
- 松本清張『小説帝銀事件』：新聞社勤務の論説委員が事件を調査する設定。
- 横溝正史『悪魔が来りて笛を吹く』： 冒頭の宝石店強盗事件「天銀堂事件」のモデルとなっている。
- エラリー・クイーン『エラリー・クイーンの国際事件簿』:キヨシシムラという名前に変えられており画家であり言語学者でもあったが狂犬病の注射で脳に障害が起こりその結果酒や女、ギャンブルに溺れ金策が尽きたため行った犯行となっている。
- 京極夏彦『魍魎の匣』：作中においてこの事件にかかわったとされる人物などの記述がある。
- 京極夏彦『邪魅の雫』同上。
- 三咲光郎『死の犬』（角川書店、2010年）：作中において登場人物が帝銀事件の現場に遭遇し、その後の物語の展開に事件が絡んでくることになる。
- デイヴィッド・ピース『占領都市 TOKYO YEAR ZERO IIk』（原題: Occupied City）

### 映像

#### ニュース映像
以下の映像は「NHK戦争証言アーカイブズ」の「ニュース映像」で視聴できる。
- 日本ニュース 戦後編 第108号「銀行毒殺事件 東京」1948年（昭和23年）2月3日
- 日本ニュース 戦後編 第109号「まだつかまらぬ毒殺犯人」1948年（昭和23年）2月10日
- 日本ニュース 戦後編 第132号「犯罪 街を横行」1948年（昭和23年）7月20日
- 日本ニュース 戦後編 第133号「果たして帝銀犯人？」1948年（昭和23年）7月27日
- 日本ニュース 戦後編 第138号「帝銀容疑者続出」1948年（昭和23年）8月31日
- 日本ニュース 戦後編 第140号「平沢氏容疑深まる －帝銀事件－」1948年（昭和23年）9月14日
- 日本ニュース 戦後編 第144号「平沢、拘置所へ －帝銀事件－」1948年（昭和23年）10月12日
- 日本ニュース 戦後編 第155号「平沢公判ひらく<時の話題>」1948年（昭和23年）12月28日
- ニュースハイライト 「帝銀事件平沢死刑囚 獄中で死亡」1987年12月30日

#### 映画
- 帝銀事件 死刑囚（1964年、日活） 監督：熊井啓、平沢役：信欽三

#### テレビドラマ
- 帝銀事件・大量殺人　獄中32年の死刑囚　（1980年1月　テレビ朝日「土曜ワイド劇場」） 原作：松本清張、演出:森﨑東 、平沢役：仲谷昇
- 帝銀事件（1984年5月、朝日放送） 演出：大熊邦也、監修：松本清張、平沢役：河原崎長一郎
- 刑事一代 平塚八兵衛の昭和事件史（2009年、テレビ朝日） 原作：佐々木嘉信、演出：石橋冠、平沢役：榎木孝明
- 刑事7人第5シリーズ 第9話「時を超える2つの”毒” − 71年前の毒殺に隠された驚愕の事実」（2019年9月11日、テレビ朝日） この事件を題材としたと思われる「帝金事件」の描写があり、実際の帝銀事件と大まかな流れをなぞっているが、毒物の入ったものが予防薬からコーヒーに変更されるなどの実際との相違点も多い。
- 「松本清張と帝銀事件」第１部「松本清張と『小説帝銀事件』」 （NHK『NHKスペシャル ・未解決事件 』2022年12月29日放送）脚本:安達奈緒子 、平沢役：榎木孝明

#### ドキュメンタリー番組
- 「毒の伝説・帝銀事件46年目の真実」（朝日放送『驚きももの木20世紀』1994年11月25日放送）
- 「誤判の生贄 ～魂の画家 死刑囚・平沢貞通～」（北海道放送、プロデューサー：五十嵐浩二）日本民間放送連盟賞 2003年 テレビ報道・優秀賞受賞[104]
- 「もうひとつの再審請求 帝銀事件・絵探しの旅」（TBS『JNN報道特集』2007年12月2日放送）
- 「昭和の闇!?帝銀事件」（BS-TBS『にっぽん!歴史鑑定』 2022年3月7日放送）
- 「松本清張と帝銀事件」第２部「74年目の真実」（NHK『NHKスペシャル ・未解決事件 』2022年12月30日放送）